# Bedeutung (Sprachphilosophie)
Bedeutung ist in der Sprachphilosophie und der Linguistik ein grundlegender Begriff. Wichtig ist der Begriff zudem in der Informatik, speziell auch in der KI-Forschung, und in der Kognitionswissenschaft.

## Ansätze zur Bestimmung des Begriffs „Bedeutung“
Unter Bedeutung versteht man
- das Wissen über die übliche Verwendung eines Wortes (Wortbedeutung) oder Ausdrucks innerhalb einer Sprachgemeinschaft und eines jeweils gegebenen Kontextes.
- das, was jemand aufgrund eines Zeichens oder eines sprachlichen Ausdrucks versteht.
- Unter Referenztheorie versteht man die Auffassung, dass Bedeutung das Objekt ist, das mit einem Wort bezeichnet wird.
- In der lexikalischen Bedeutungstheorie drückt man die Bedeutung aus durch eine Liste von Eigenschaften, die ein Begriff umfasst.

Bedeutungstheorien sind ein wesentlicher Teil der Semiotik.
Das Wort Bedeutung verwendet man in der gegenwärtigen deutschen Sprache vielfältig:
1. für die Definition eines Begriffs; Beispiel: „Die Bedeutung von ‚Junggeselle‘ ist ‚unverheirateter Erwachsener‘.“
2. für die Übersetzung von einem Zeichensystem in ein anderes. Beispiel: „Das englische Wort ‚meaning‘ bedeutet im Deutschen sowohl ‚Bedeutung‘ als auch ‚meinend‘.“
3. für einen impliziten Sinn einer Mitteilung. Beispiel: Eine Frau sagt zu ihrem Ehemann ‚Die Ampel ist rot‘ und fordert ihn damit auf anzuhalten.
4. für Implikationen. Beispiel: „Die Beförderung bedeutete für sie einen wesentlichen Karriereschritt.“
5. für die Bedeutsamkeit von etwas. Beispiel: „Dieses Erlebnis war von großer Bedeutung.“
6. für das Verursachende in einem kausalen Zusammenhang. Beispiele: „Rauch bedeutet Feuer“ oder „Die vielen Fehler bedeuten, dass er unter Stress steht“.
7. als Handlung im Sinne von „jemandem etwas zu verstehen geben, andeuten, befehlen“. Beispiel: „Sie bedeutete ihm ihr Einverständnis“.
8. für einen vermuteten Sachverhalt.

Die Sprachphilosophie befasst sich insbesondere mit den ersten vier Punkten. Für die Bestimmung der Bedeutung maßgeblich sind dabei
- Wort- und Satzstruktur (Syntax)
- Inhalt des Ausdrucks (Semantik)
- der Verwendungszusammenhang einer Äußerung (Pragmatik).

Eine allgemein anerkannte Explikation (erläuternde Bestimmung des Begriffs) existiert nicht. Die philosophischen Auffassungen reichen von der Meinung, dass Bedeutung ein eigener Gegenstand im Bewusstsein ist (eine kognitive Entität), über die Sichtweise, dass Bedeutung nur pragmatisch durch ihren Gebrauch erschlossen werden kann, bis hin zur Ablehnung einer näheren Bestimmbarkeit.
(1) Bedeutung als besonderer Gegenstand: der Gegenstand, auf den Bezug genommen wird, der Referenzgegenstand (Gottlob Frege, Bertrand Russell, Peter Strawson, Saul Kripke und Hilary Putnam), die Vorstellung, die ein Sprecher mit dem Zeichen assoziiert (John Locke) oder ein abstrakter Gegenstand, wie beispielsweise die Intension (Rudolf Carnap).
(2) Bedeutung als besonderer Gebrauch: der von einer Regel in einem Sprachspiel bestimmte Gebrauch eines Zeichens (Ludwig Wittgenstein, Michael Dummett) oder die kommunikative Absicht, mit welcher das Zeichen gebraucht wird (Paul Grice, John Searle oder David Lewis).
(3) Bedeutung als undefinierbarer Begriff (Willard Van Orman Quine).
Eine andere Sichtweise auf die Frage, was die Bedeutung eines Satzes ausmacht, geben die Antworten
- seine Wahrheitsbedingungen (Frege, Wittgenstein I, Donald Davidson)
- seine Verifikationsbedingungen (Carnap)
- sein Gebrauch (Wittgenstein II)

Auch unter dieser Perspektive zeigt die Diskussion zwar immer differenziertere Positionen, aber am Ende keine inhaltliche Entwicklung. In der neueren Debatte vertritt (unter anderen) Donald Davidson die Position der Wahrheitsbedingungen, Michael Dummett den Verifikationismus und John McDowell die Gebrauchsauffassung.

## Aspekte des Begriffs Bedeutung
Im Folgenden werden unterschiedliche theoretische Problemstellungen, Unterscheidungen, Merkmale und Relationen des sprachphilosophischen Begriffs der Bedeutung vorgestellt und die verwendeten Fachbegriffe erläutert.
Zeichen und Sprache
Die Bedeutung sprachlicher Zeichen hängt davon ab, von welcher Art die Zeichen sind. Man unterscheidet:
- singuläre Termini (Zeichen, mit welchen auf einen ganz bestimmten Gegenstand als solchen Bezug genommen wird), siehe Kennzeichnung, Eigennamen.
- Prädikate (Zeichen, mit welchen einem Gegenstand eine Eigenschaft zugeschrieben wird), siehe Begriff, Prädikation.

Schon bei Platon, dann auch in den späteren bedeutenden sprachphilosophischen Werken von Ockham, John Locke oder Leibniz wurde Sprache als Menge oder System von Zeichen aufgefasst, die zwischen Gegenständen und Gedanken vermitteln. In der Diskussion über den Dreiklang Sprache – Denken – Wirklichkeit (vox – intellectus – res) ist dabei umstritten, ob Sprache als Menge oder System von Zeichen einen direkten Bezug zu den Gegenständen hat (Ikonizität), ob also Zeichen von Natur aus eine eigene Bedeutung besitzen, oder ob Sprache willentlich gesetzt und nur Ausdruck von Gedanken ist (Arbitrarität). Als kleinste bedeutungstragende Einheit eines Sprachsystems bezeichnet man ein lexikalisches Morphem, also den Wortstamm, wie in „träumt, Trauma, Traum“, wo das Morphem „traum“ lautet. Morpheme können in Kombinationen gebunden sein, wie in „Philo-soph“ die Bestandteile eine Kombination der Bedeutungen von Freund und Weisheit sind. Die Bedeutung von Bezeichnungen wird in der Semasiologie untersucht. Diese ist damit Teilgebiet der Semiotik als der allgemeinen Lehre von den Zeichen. Sprachzeichen mit derselben Bedeutung bezeichnet man als Synonyme (Aufzug – Fahrstuhl – Lift).
Synkategorem
Bereits in der Scholastik gab es die Unterscheidung von kategorematischen und synkategorematischen Begriffen. Kategorematisch ist ein Begriff, wenn er mit einer Bedeutung unmittelbar verbunden ist. Synkategorematische Ausdrücke haben hingegen für sich selbst keine Bedeutung, sondern nur als Bestandteil eines komplexen Ausdrucks oder im Satzzusammenhang wie „alle, jeder, etwas, einige, danach, auch, noch, sowie“. Hierzu zählen auch Junktoren (logische Bindewörter wie und/oder) und deiktische (hinweisende) Ausdrücke (du, hier, dann).
Denotation und Konnotation
Die Unterscheidung von Denotation und Konnotation geht auf John Stuart Mill zurück. In seinem „System der Logik“ unterschied er die Hauptbedeutung (Denotation) eines Begriffs, zum Beispiel „Mensch“, von seinen mitgemeinten Nebenbedeutungen (Konnotationen), zum Beispiel „zweibeinig, sprachbegabt usw.“. Während die Denotation der allgemeine Begriff ist, mit dem alle Individuen, die zu dem Begriffsumfang gehören, bezeichnet werden, sind Konnotationen alle die Attribute, die zur Bestimmung des Grundbegriffs geeignet sind. Konnotationen können im Kontext wechseln, sind also nicht notwendig mit dem bezeichneten Gegenstand verbunden. 
Die Bezeichnungen Denotation und Konnotation sind nur auf allgemeine Begriffe anwendbar, die als Prädikate und Bezugnahmen auf Eigenschaften Klassen von Objekten bestimmen. Eigennamen zur Bezeichnung von Individuen sind singuläre Begriffe, die ausschließlich zur Bestimmung konkreter singulärer Objekte dienen. Mill schreibt über Eigennamen:

„Proper names are attached to the objects themselves, and are not dependent on the continuance of any attribute of the object.“

„Eigennamen sind an die Objekte selbst geknüpft und hängen nicht vom Fortbestehen irgendeines Attributs des Objekts ab.“

Er nimmt zunächst an, dass eine Stadt, die ‚Dartmouth‘ heißt, deshalb so heißen mag, weil sie an der Mündung (mouth) des Flusses Dart liegt. Sollte nun aber Sand die Mündung des Flusses verstopfen oder ein Erdbeben seinen Lauf ändern und ihn in eine größere Entfernung von der Stadt verlegen, gäbe es keinen Grund zur Annahme, dass sich der Name der Stadt nun änderte. 
Intension und Extension
Auf Rudolf Carnap geht die Unterscheidung zwischen Begriffsinhalt (Intension) und -umfang (Extension) zurück. Die Bedeutung eines Begriffs der Intension nach ergibt sich aus den mit dem Begriff gedachten Eigenschaften. Welche Merkmale werden mit dem Begriff einer Brücke verbunden? Die Extension bezeichnet indes alle Gegenstände, auf die die Merkmale des Begriffs, hier Brücke, zutreffen.
Metasprache und Objektsprache
Bei der Rede über die Bedeutung eines Begriffs ist zu unterscheiden, aus welcher Perspektive man einen Begriff verwendet. Das Wort „Duisburg“ ist der Name einer Stadt. Die Aussage „Duisburg liegt im Ruhrgebiet“ ist eine Aussage über den Gegenstand, der mit dem Namen bezeichnet wird. Die Aussage „Duisburg hat zwei Silben“ ist eine Aussage über das Wort Duisburg, unabhängig davon, welcher Gegenstand damit verbunden wird. Das Wort Duisburg hat je nach Kontext eine unterschiedliche Bedeutung. Wenn es den Gegenstand selbst (die Stadt) bezeichnet, so wird es in der Objektsprache verwendet. Wenn aber nur der Begriff oder ein Satz Gegenstand einer Aussage ist, so erfolgt die Aussage auf der Ebene der Metasprache. Als Metasprache kann man sich eine zweite Sprache, zum Beispiel Englisch, vorstellen, in der die Objektsprache untersucht wird. Diese für eine Sprachanalyse relevante Unterscheidung liegt auch Buchtiteln wie „Die Bedeutung von ‚Bedeutung‘“ (Putnam) zugrunde. Sie ist wichtig für den semantischen Wahrheitsbegriff von Alfred Tarski.
Syntax, Semantik und Pragmatik
Für die Sprachwissenschaft ist die Unterscheidung von Syntax, Semantik und Pragmatik bedeutsam, die auf die Zeichenlehre von Charles W. Morris zurückgeht. Syntax ist danach die Relation von sprachlichen Zeichen innerhalb eines Ausdrucks untereinander. Semantik gibt die Bedeutung von sprachlichen Ausdrücken als Beziehung zu den bezeichneten Gegenständen an, und Pragmatik ist der Teil der Bedeutung eines Ausdrucks, der sich aus den im jeweiligen Kontext gegebenen Relationen ergibt. So ist im Satz: „Gib mir mal den Schlüssel“ nicht klar, ob es sich um einen Türschlüssel oder um ein Werkzeug handelt. Die tatsächliche Bedeutung ergibt sich erst aus dem Kontext.
Sprecher und Interpret
In der Bedeutungstheorie wird unterschieden zwischen der sprachlichen Bedeutung und der so genannten Sprecherbedeutung, die sich aus dem ergibt, was der Sprecher meint, was er mit einer Aussage mitteilen möchte, sowie derjenigen Bedeutung, die der Empfänger des sprachlichen Ausdrucks diesem aufgrund seiner Interpretation beimisst. Eine erfolgreiche Kommunikation erfordert, dass eine gemeinte Bedeutung auch verstanden wird. Bedeutungstheorien werden daher oftmals als Theorien des Verstehens aufgefasst.
Natürliche und nicht-natürliche Bedeutung
Seit dem Erscheinen des Aufsatzes „Meaning“ (1957) des englischen Philosophen Paul Grice ist es üblich, natürliche und nicht-natürliche Bedeutung voneinander abzugrenzen. Dabei ist zu beachten, dass das englische „Meaning“ im Deutschen alternativ mit „Bedeuten“ oder „Meinen“ übersetzt werden kann. Grice veranschaulicht den Unterschied an folgenden Beispielen:
1. Diese Flecken bedeuten (bedeuteten) Masern.
2. Dieses dreimalige Läuten der Klingel (im Bus) bedeutet, dass der Bus voll ist.

Im ersten Fall besteht ein kausaler, naturwissenschaftlich erklärbarer Zusammenhang zwischen dem Zeichen und seiner Bedeutung. Im zweiten Fall erhält das Zeichen seine Bedeutung aufgrund von menschlichen Absichten: Der Busfahrer beabsichtigt, mit dem Klingeln anzuzeigen, dass der Bus voll ist. Wir können auch sagen: Der Busfahrer meinte mit dem Klingeln, dass der Bus voll ist. Aber wir können nicht sagen, die Flecken meinten, dass es Masern sind.

## Überblick und Abgrenzung
„Bedeutung“ ist insbesondere ein Fachbegriff der Sprachphilosophie, wie sie zu Beginn des 20. Jahrhunderts als eigenständige philosophische Disziplin entstanden ist. Sprache ist seit den Ursprüngen der Philosophie einer ihrer Gegenstände. Bei Platon findet sich die Überlegung, ob die Bedeutung von Wörtern einen natürlichen Ursprung hat, oder ob sie nur auf Konventionen beruht. Dieses Problem wird im Diskurs des 20. Jahrhunderts und 21. Jahrhunderts noch in ähnlicher Weise erörtert. In der Stoa wurde differenziert zwischen Bezeichnung, Bedeutung und Bezug. John Locke, der Begründer der neueren Geschichte der philosophischen Semantik, untersuchte den Zusammenhang von Zeichen und Bedeutung und setzte Vorstellung, Zeichen und Gegenstand miteinander in Bezug. John Stuart Mill unterschied zwischen Denotation und Konnotation und prägte den Begriff der singulären Termini.
Vor allem Gottlob Frege eröffnete eine neue Sichtweise auf die Sprache. Da der Gedanke ein sprachlicher Ausdruck ist, hielt er es für notwendig, zunächst einmal die Sicht auf die Sprache zu klären, um dann eine bereinigte Wissenschaftssprache entwickeln zu können. Grundlegend ist seine Unterscheidung von der Bedeutung eines Ausdrucks (bei Frege: Sinn) und den Gegenständen, auf die sich ein Ausdruck bezieht (bei Frege: Bedeutung). Weit verbreitet unter Sprachphilosophen ist die Auffassung, dass Bedeutung erst im Kontext von Sätzen entsteht. Umstritten ist, ob Begriffe eine eigenständige Bedeutung haben. Bertrand Russell führte das Thema der Kennzeichnung ein und fragte nach der Bedeutung von Eigennamen. Ludwig Wittgenstein entwickelte eine Abbildtheorie zwischen Sprache und Wirklichkeit, die er als Grundlage einer idealen Wissenschaftssprache auffasste. Hierauf aufbauend präzisierte Rudolf Carnap die theoretischen Begriffe und arbeitete an einem Konzept der Idealsprache. In seiner Spätphilosophie machte Ludwig Wittgenstein den Einwand, dass die Bedeutung von Äußerungen sich aus ihrem Gebrauch ergibt, der nach Regeln erfolgt und von Sprachspielen abhängig ist. Er begründete damit die Philosophie der normalen Sprache. Peter Strawson wies darauf hin, dass Aussagen implizite Annahmen (Präsuppositionen) enthalten. Mit der Gebrauchstheorie der Sprache wird bisweilen die Sprechakttheorie in Zusammenhang gebracht, die von John L. Austin konzipiert und von John Searle weiterentwickelt wurde. Hierzu wurde von Jürgen Habermas eine eigene Variante entwickelt, die er seiner Theorie des kommunikativen Handelns zugrunde legte.
Ein grundsätzlich abweichender Ansatz findet sich bei Charles S. Peirce, der die Frage der Bedeutung in seiner pragmatischen Maxime erklärte und in eine Semiotik einband. Sein Verständnis von Bedeutung kann man als Vorläufer der Auffassung ansehen, dass die Bedeutung eines Begriffs in seinem Gebrauch liegt. Ausgehend von Peirce entwickelte Charles W. Morris ein behavioristisches Konzept, nach dem die Erklärung von Bedeutung auf rein Beobachtbares beschränkt bleiben muss. Den Behaviorismus verknüpfte Willard Van Orman Quine mit einem grundsätzlichen Skeptizismus. Er bezweifelte, dass Bedeutung überhaupt zu erklären ist. Sprache kann demnach als holistisches System nur ganzheitlich betrachtet werden.
Eine besondere Berücksichtigung der Situation von Sprachäußerungen (der Pragmatik) findet sich bei Paul Grice, der den Zusammenhang von Bedeutung und Meinen in Hinblick auf die Sprecherbedeutung untersuchte, sowie bei David Lewis, der das Thema der Konventionen innerhalb von Sprechergemeinschaften weiterentwickelte. Unter Berücksichtigung der weitergeführten Diskussion knüpften Donald Davidson und Michael Dummett wieder an die Konzepte zur Entwicklung von Bedeutungstheorien an, wobei Davidson eine realistische Position mit dem Kriterium der Wahrheit als Bestimmungsmerkmal von Bedeutung einnahm, während Dummett sich für eine anti-realistische Position mit dem Kriterium der Verifizierbarkeit einsetzte. John McDowell vertrat in Anlehnung an Wittgenstein dagegen erneut die Position, dass Bedeutung durch den Gebrauch innerhalb einer Sprechergemeinschaft bestimmt wird und der Begriff der Bedeutung nicht auf eine Bedeutungstheorie reduzierbar ist.
Eine alternative Sicht entwickelte Saul A. Kripke mit der These, dass Namen starre Designatoren (d. h. unveränderliche Bezeichnungen singulärer Termini) sind. Er hielt eine erneute Unterscheidung der Begriffe a priori (als die epistemische Ebene betreffend) und notwendig (als die ontologische bzw. metaphysische Ebene betreffend) für sinnvoll. David Kaplan ergänzte die Diskussion um die Betrachtung indexikalischer Ausdrücke. Hilary Putnam machte schließlich mit dem Konzept der sprachlichen Arbeitsteilung darauf aufmerksam, dass der Einzelne normalerweise nicht über den vollen Umfang der Bedeutung von Begriffen verfügt, sondern dass Bedeutung von der gesamten Sprachgemeinschaft und von äußeren Umständen abhängig ist. Als Reaktion auf diesen Externalismus wurden zum Beispiel von Robert Stalnaker semantische Konzepte entwickelt, die sowohl externe als auch interne Aspekte der Bedeutung berücksichtigen. Eine völlig andere Sichtweise vertritt Robert Brandom in seiner inferentiellen Semantik, indem er Sprache als einen Prozess von Schlussfolgerungen auffasst und die Idee der Referenz als sekundär betrachtet.
Als kritische Position zur überwiegend analytisch orientierten Sprachphilosophie entwickelte sich in Frankreich eine stärker auf die Literatur ausgerichtete Sichtweise. Als Vertreter der Postmoderne orientierte sich Jean-François Lyotard an den Sprachspielen Ludwig Wittgensteins. Auf verborgene Implikationen und kontextabhängige Bedeutungsverschiebungen verweist das Konzept der Dekonstruktion von Jacques Derrida.
Dieser Artikel ist begrenzt auf den Bereich der Sprachphilosophie. Bedeutung spielt daneben auch in anderen philosophischen Fragestellungen eine grundlegende Rolle, so in der Phänomenologie Edmund Husserls, bei Ernst Cassirer in der Philosophie der symbolischen Formen, in Noam Chomskys generativer Grammatik oder in den Interpretationstheorien der Ästhetik. In der Hermeneutik ist Bedeutung als Gegenbegriff zum Verstehen wesentlich. Jacques Lacan sah auch das Unbewusste als sprachlich strukturiert an, wobei er in Anlehnung an Ferdinand de Saussure Bedeutung nicht als Referenz, sondern als Differenz zwischen Sprachzeichen auffasste. Michel Foucault schließlich erfasste Bedeutung ebenfalls in der Tradition des Poststrukturalismus aus der Perspektive historischer Veränderungsprozesse am Beispiel von Macht und Sexualität.
Eine ganz andere – ebenfalls nicht weiter behandelte – Linie entwickelte sich in der Philosophie des Geistes, in der Bedeutung gleichgesetzt wird mit mentalen Zuständen, die in den sprachlichen Zeichen ihren Ausdruck finden. Zu nennen sind hier die Arbeiten von Jerry Fodor, der wie sein Lehrer Chomsky von angeborenen Sprachfähigkeiten ausgeht und sich mit Fragen richtiger Repräsentation befasst, Fred Dretskes informationstheoretischer Ansatz zur Erklärung von Vorgängen des Lernens oder die beispielsweise von David Chalmers oder Robert Stalnaker entwickelten „Zweidimensionalen Semantiken“.

## Bedeutung in der Philosophiegeschichte

### Eine Grundsatzfrage bei Platon
Sprachphilosophische Überlegungen gibt es seit den Anfängen der Philosophie. So hat sich Platon in seinem Dialog Kratylos mit der Frage auseinandergesetzt, wie die Bedeutung eines sprachlichen Ausdrucks zustande kommt. Kratylos behauptet in diesem Dialog, dass jedes Ding von Natur aus einen richtigen Namen hat. Als Gegenspieler vertritt Hermogenes die Auffassung, dass ein Begriff dadurch richtig wird, dass seine Bedeutung durch eine Vereinbarung hergestellt wird. Kratylos argumentiert, dass Sätze und damit auch Wörter wahr oder falsch sein können. Die richtige Bedeutung erkennt man an der Wahrheit einer Aussage. Hermogenes hält dagegen, dass man eine Sprache erfinden kann, in der es möglich ist, wahre Aussagen zu machen.
Sokrates, der von den beiden als Schiedsrichter aufgefordert wird, verweist schließlich darauf, dass man die Wirklichkeit bereits kennen muss, um zu beurteilen, ob eine Aussage richtig ist beziehungsweise ob ein Begriff in der richtigen Bedeutung verwendet wurde. Entsprechend sind Begriffe nur Namen des Erkannten. Sprache aus sich heraus ist danach ohne Bedeutung. Gegen Hermogenes spricht, dass die Konventionen nicht beliebig sind, sondern dass die Namen der Dinge oftmals eine zeichenhafte Entsprechung haben. Gegen Kratylos ist einzuwenden, dass manche Namen für die Dinge als Zeichen wenig geeignet sind. Offen bleibt auch die Frage, woher der Erfinder wusste, dass er mit ihnen die natürlichen Eigenschaften eines Dinges bezeichnet. Den Ausweg aus diesem Dilemma suchte Platon, indem er anstelle der Namen das Wesen der Dinge (eidos) für die Erkenntnis als grundlegend ansah.
Die von Platon angesprochene Problematik findet sich fast unverändert in der sprachwissenschaftlichen Diskussion des 20. Jahrhunderts. Es wurde also bisher keine Lösung in Richtung der Meinung des Kratylos oder der des Hermogenes gefunden. Ferdinand de Saussure vertrat die These, dass sprachliche Zeichen auf Konventionen innerhalb einer Sprachgemeinschaft beruhen. Sprachwissenschaftlich ist das die Annahme der Arbitrarität. Dagegen steht die These der Ikonizität der Zeichen, die auf den Philosophen Charles S. Peirce und die von ihm entwickelte triadische Semiotik zurückzuführen ist. Das Ikon ist ein wahrnehmungsnahes Zeichen mit bildhaftem Charakter. Das Bezeichnende (Saussure: signifiant) weist oftmals Ähnlichkeiten zum Bezeichneten (Saussure: signifié) auf. Das Bezeichnete wird durch ein Zeichen wahrnehmbar. Ein klassisches Beispiel ist das Nachahmen von Tierlauten in der Sprache wie das Bellen eines Hundes (Wau Wau) oder das Muhen einer Kuh (siehe auch Onomatopoesie). Ikonische Ähnlichkeiten finden sich auch in Wort- und Satzstrukturen (Morphologie und Syntax). Einen weiteren Typ der Ikonizität findet man in der Metapher. Vor dem Hintergrund dieser Beispiele entspricht die offene Haltung Platons zu dem dargestellten Dilemma der, allerdings differenzierteren, Sichtweise der modernen Sprachwissenschaft.

### Aristoteles’ Zeichenlehre
In seiner Schrift De interpretatione vertrat Aristoteles eine konventionalistische Auffassung, nach der sprachliche Ausdrücke auf Vorstellungen oder Begriffe verweisen und nicht unmittelbar auf Gegenstände Bezug nehmen. Der Name ist ein „Laut, der konventionell etwas bedeutet, ohne eine Zeit einzuschließen, und ohne dass ein Teil von ihm eine Bedeutung für sich hat“ (De Interpretatione. 16a). Ein Wort erhält erst in einem Satz eine Bedeutung, über die man aussagen kann, ob sie wahr oder falsch ist:
„Wie aber die Gedanken in der Seele bald auftreten, ohne wahr oder falsch zu sein, bald so, dass sie notwendig eins von beidem sind, so geschieht es auch in der Rede. Denn Falschheit und Wahrheit ist an Verbindung und Trennung der Vorstellungen geknüpft. Die Nomina und Verba für sich allein gleichen nur dem Gedanken ohne Verbindung und Trennung, wie z. B. das Wort Mensch oder weiß, wenn man sonst nichts hinzusetzt: Hier gibt es noch nicht Irrtum und Wahrheit. Dafür haben wir einen Anhaltspunkt z. B. an dem Wort Tragelaphos (Bockhirsch): es bedeutet zwar etwas, aber doch nichts Wahres oder Falsches, solange man nicht hinzusetzt, dass das Ding ist oder nicht ist, schlechthin oder zu einer bestimmten Zeit.“ (De Interpretatione. 16a)

### Sextus Empiricus
Bereits in der Stoa gab es nach einer Darstellung des Sextus Empiricus eine Unterscheidung zwischen Bezeichnetem, Bedeutetem und Bezug.
„Die Anhänger der Stoa sagen, dass folgende drei Dinge zusammengehören: Das Bedeutete, das was bedeuten soll, und das Ding. Das, was die Funktion des Bedeutens hat, soll der (sprachliche) Laut selbst sein, z. B. „Dion“. Das Bedeutete ist die Sache selbst, die durch das Bedeutende verständlich gemacht wird und die wir deshalb begreifen, weil sie in unserem Verstande existiert, die aber die Barbaren [Fremden] nicht verstehen, obwohl sie den gesprochenen Laut ebenfalls hören. Das Ding selbst ist das außerhalb (unseres Bewusstseins) Bestehende, z. B. Dion selbst. Von den genannten Gegebenheiten sollen zwei körperlicher Natur sein, nämlich der Laut und das Ding, und eine unkörperlich, nämlich das Bedeutete, das Lekton [das Ausgesagte], welches auch die Eigenschaft der Wahrheit und der Falschheit besitzt.“

### Vorstellung und Bedeutung bei John Locke
Für John Locke war Bedeutung die Vorstellung, die ein Sprecher mit einem Zeichen assoziiert. Dabei unterschied er eigentliche Bedeutung, die sich auf eigene Ideen aufgrund von Erfahrung bezieht, von uneigentlicher Bedeutung, die sich auf Ideen bezieht, die dem Menschen nicht unmittelbar bekannt sind. Insbesondere entsteht die uneigentliche Bedeutung durch Konvention zwischen mehreren Sprechern. In An Essay Concerning Humane Understanding (1690) schreibt er:
„Da Wörter willkürliche Zeichen sind, können sie als solche von niemandem unbekannten Dingen beigelegt werden. Damit würde man sie zu Zeichen für nichts, zu Lauten ohne Bedeutung stempeln. Niemand kann seine Wörter zu Zeichen für Eigenschaften von Dingen oder für Vorstellungen im Geiste eines anderen machen, von denen sich in seinem eigenen nichts findet. Bevor man nicht eigene Ideen besitzt, kann man nicht vermuten, dass sie den Vorstellungen eines andern entsprechen. Man kann auch keine Zeichen für sie verwenden; denn das wären Zeichen für etwas Unbekanntes, das heißt tatsächlich Zeichen für nichts. Wenn man sich dagegen auf Grund vorhandener eigener Ideen die Ideen anderer vorstellt, wenn man damit einverstanden ist, ihnen dieselben Namen beizulegen, die sie von andern bekommen, so vollzieht sich dies eben immer noch an den eigenen Ideen, das heißt an Ideen, die man besitzt, nicht aber an solchen, die man nicht besitzt.“

### Kants Analyse der Begriffe und Urteile
Kant ging bei der Bestimmung von Bedeutung von der Logik eines Begriffes aus. Empirische Begriffe entstehen durch einen Denkprozess, den Kant in Komparation, Reflexion und Abstraktion untergliederte. Der Inhalt eines Begriffs (die Intension) wird dabei durch die Zusammenfügung verschiedener Merkmale mithilfe des Vermögens der Einbildungskraft erzeugt. Die Unterscheidung zwischen Begriff und Anschauung ist für Kant grundlegend. „Wenn man den Begriff nicht von Bildern absondern kan; so wird man niemals rein und fehlerfrey denken können.“ Der Inhalt der Begriffe kann nicht ohne Erfahrung gewonnen werden. „Gedanken ohne Inhalt sind leer, Anschauungen ohne Begriffe sind blind.“ Begriffe sind zunächst abstrakt. Sie erhalten ihren Wirklichkeitsbezug als Prädikat möglicher Urteile, indem sie auf Gegenstände der Anschauung (die Extensionen) bezogen werden. „Daher erfordert man auch, einen abgesonderten Begriff sinnlich zu machen, d.i. das ihm correspondierende Object in der Anschauung darzulegen, weil ohne dieses der Begriff (wie man sagt) ohne Sinn, d. i. ohne Bedeutung bleiben würde.“ (KrV B 299) Diese Korrespondenz wird nach einem Schema hergestellt. Dies ist ein „Verfahren der Einbildungskraft, einem Begriff sein Bild zu verschaffen.“ (KrV B 179–180, siehe auch KdU § 49) Der Begriff des Hundes ist zunächst leer. Es ist ein Strukturkonzept. Durch die Anwendung der Merkmale des Begriffs auf einen Gegenstand kann festgestellt werden, ob man einen Hund sieht. Das Schema verschafft dem Begriff im Urteil seine Bedeutung.
Neben den empirischen Begriffen bilden die reinen Verstandesbegriffe, die auf das bloße Denken beschränkt sind, eine zweite Gruppe von Begriffen. Dies sind zum einen die für den konstruktiven Erkenntnisprozess maßgeblichen Kategorien (der Quantität, Qualität, Relation und Modalität) und zum anderen die reinen Ideen der Unsterblichkeit, Freiheit und Unendlichkeit. Die Verstandesbegriffe erhalten ihre Bedeutung durch die „bloße Regel der Reflexion“ (KdU § 59) über bestehende Anschauungen, also indirekt. Ein Problem der kantischen Vorstellung, wie Bedeutung entsteht, liegt darin, dass er auf die Konzepte der Vernunft, der Einbildungskraft und des Schemas zurückgreift, ohne unmittelbar den Einfluss der Sprache zu berücksichtigen.

## Sprachphilosophie im 20. Jahrhundert
Während die Sprachphilosophie den Begriff der Bedeutung bis ins 19. Jahrhundert nur implizit behandelte, der Begriff selbst also nur im Rahmen von breiteren Betrachtungen der Sprache eine Rolle spielte, wurde er um die Jahrhundertwende zum 20. Jahrhundert zu einem ausdrücklichen Untersuchungsgegenstand der Philosophie. Als Ausgangspunkt dieser Überlegungen gelten allgemein die philosophischen Arbeiten von Gottlob Frege zur Sprache, in denen alle grundlegenden Themen der nachfolgenden (analytischen) Sprachphilosophie aufgeworfen sind.

### Bedeutung und Wahrheit als Sinnkriterium

#### Grundlegung durch Gottlob Frege
Aufgrund der dynamischen Entwicklung in seinen Fächern Mathematik und Logik (so in der nichteuklidischen Geometrie, der Mengenlehre, der Algebra oder der Prädikatenlogik) sah sich Gottlob Frege mit einer Vielzahl neuer, unsystematischer und unklarer Begriffe konfrontiert. Ein Kern seiner Überlegungen galt daher der Entwicklung einer Wissenschaftssprache, mit der mathematische und logische Theorien klar und deutlich zu formulieren sind. Neben seinen ebenfalls grundlegenden Leistungen in der Logik gilt Frege als Begründer der modernen Sprachphilosophie, der den Anstoß zum „Linguistic Turn“ gegeben hat. Sein Aufsatz Über Sinn und Bedeutung (1892) nimmt dabei eine herausragende Stellung ein.
Bereits vorher hatte Frege in Die Grundlagen der Arithmetik drei Prinzipien formuliert, die für sein Verständnis wichtig sind:
I. „Es ist das Psychologische von dem Logischen, das Subjektive von dem Objektiven scharf zu trennen“;
II. „nach der Bedeutung der Wörter muss im Satzzusammenhang, nicht in ihrer Vereinzelung gefragt werden“;
III. „der Unterschied zwischen Begriff und Gegenstand ist im Auge zu behalten.“
Für eine klare Wissenschaftssprache müssen Begriffe eine Bedeutung haben, die unabhängig von subjektiven Vorstellungen gilt. Bei der Bedeutung eines Ausdrucks ist der Kontext seiner Verwendung maßgeblich. Die Unterscheidung zwischen Begriff und Gegenstand zielt darauf ab, dass Gegenstände mit Namen (singulären Termini) bezeichnet werden, während Begriffe die Eigenschaften von Gegenständen bezeichnen. Begriffe kann man nach Frege als Funktionen auffassen. Beispielsweise kann man für x in der Funktion f(x); x = „ist Mutter von Sandra“ verschiedene Namen einsetzen. Je nachdem, ob Ingrid, Sabine oder Marianne tatsächlich der Name der Mutter ist, ergibt sich der Wahrheitswert „wahr“ oder „falsch“.
In der Schrift „Über Sinn und Bedeutung“ untersuchte Frege zunächst die Frage der Identität von Ausdrücken:
- „ist ein Junggeselle“ ist (trivialerweise) identisch mit „ist ein Junggeselle“ (a=a)
- „ist ein Junggeselle“ ist (inhaltlich) identisch mit „ist ein unverheirateter Mann“ (a=b)

Semantisches Dreieck nach Gottlob Frege

Freges Rätsel: Frege fragte sich, wie es sein kann, dass zwei Aussagen eine identische Bedeutung haben, die eine Identität jedoch inhaltsleer ist, während die andere eine informative Unterscheidung enthält. a=a ist analytisch nach Kant. a=b ist erkenntniserweiternd (synthetisch) und a priori nicht begründbar. Freges Lösung lautet, dass zwei Begriffe zwar dieselbe Bedeutung, aber einen unterschiedlichen Sinn haben können. Die Bedeutung eines Begriffs bestimmte Frege dabei als den Gegenstand der Aussage. In der späteren Sprachphilosophie wurde hierfür die Bezeichnung Referenz oder Bezug üblicherweise verwendet. Sinn hingegen war für Frege der Aussagegehalt, also das, was im späteren Sprachgebrauch allgemein unter Bedeutung verstanden wird. „Der Sinn eines Eigennamens wird von jedem erfasst, der die Sprache oder das Ganze von Bezeichnungen hinreichend kennt, der er angehört […].“ Man findet daher in sprachphilosophischen Arbeiten gelegentlich die Schreibweisen SinnFrege, auch als Intension bezeichnet, sowie BedeutungFrege, auch Extension.
„Es liegt nun nahe, mit einem Zeichen (Namen, Wortverbindung, Schriftzeichen) außer dem Bezeichneten, was die Bedeutung des Zeichens heißen möge, noch das verbunden zu denken, was ich den Sinn des Zeichens nennen möchte, worin die Art des Gegebenseins enthalten ist.“
Frege erläuterte seine Unterscheidung mit dem berühmten Beispiel von Morgenstern und Abendstern. Die Bedeutung beider Namen ist der Planet Venus. Der Sinn beider Namen ist jedoch unterschiedlich. Der Morgenstern (Phosphoros) ist der Stern, der am Morgenhimmel am stärksten leuchtet. Der Abendstern (Hesperus) ist hingegen der Stern, der als Erster am Abendhimmel deutlich zu erkennen ist. Dass beide eine identische Bedeutung (Extension) haben, ist eine zusätzliche Erkenntnis, die nur durch empirische Beobachtung festgestellt werden kann. Die Bedeutung eines Eigennamens ist der Gegenstand, der damit bezeichnet wird. Gegenstand kann dabei sowohl etwas Konkretes als auch etwas Abstraktes wie eine Zahl, eine geometrische Figur oder eine Klasse von Individuen sein. Fiktives wie Odysseus oder Momo hat keine Bedeutung. Jedoch haben Aussagen über solche Namen nach Frege durchaus einen Sinn. Wesentlich für den Sinn ist, dass Aussagen mit Sinn von anderen Teilnehmern einer Sprechergemeinschaft verstanden werden. Sinn ist intersubjektiv, hat also den Charakter des Objektiven. Vorstellungen hingegen liegen auf der rein psychologischen, subjektiven Ebene. Vorstellungen enthalten Färbungen, die man auch über Differenzierungen wie „Hund“ und „Köter“ oder „gehen“, „schreiten“, „schlendern“ und „wandeln“ nur unscharf erfassen kann.
„Die Bedeutung eines Eigennamens ist der Gegenstand selbst, den wir damit bezeichnen; die Vorstellung, welche wir dabei haben, ist ganz subjektiv.; dazwischen liegt der Sinn, der zwar nicht mehr subjektiv wie die Vorstellung, aber auch nicht der Gegenstand selbst ist.“

Sinn und Bedeutung nach Gottlob Frege

Die Bedeutung und der Sinn einzelner Ausdrücke sind entsprechend dem Kontextprinzip abhängig vom Satzzusammenhang. Ein ganzer Satz als solcher drückt nach Frege einen Gedanken aus. Als Sinn des Satzes ist der Gedanke intersubjektiv gültig. Um die Identität von SinnFrege und BedeutungFrege eines Eigennamens oder eines Begriffes zu erkennen, schlug Frege vor, in einem Satz die verwendeten Namen durch gleichbedeutende andere Namen auszutauschen. Bleibt der Sinn des Satzes unverändert, sind die ausgetauschten Namen identisch (Substitutionsprinzip). Das Prädikat eines Satzes ist kein Name, sondern ein Begriffswort, das für einen Begriff steht. Auch das Prädikat unterliegt dem Substitutionsprinzip.
Ein Satz setzt sich aus Namen und Begriffen und verschiedenen Regeln, nach denen er angeordnet ist, zusammen. Die Logik eines Satzes entspricht nach Frege nicht der grammatischen Form von Subjekt und Prädikat. Vielmehr ist ein Satz als eine Funktion aufzufassen. In dieser Funktion sind die Eigennamen und Begriffe als Variable zu verstehen. Der Satz „Lutz liebt Ingrid“ wird nach der traditionellen Logik in das Subjekt „Lutz“ und das Prädikat „liebt Ingrid“ aufgeteilt. Nach Frege bestehen die Elemente des Satzes aus „X liebt Y“. Die Namen Lutz und Ingrid sind dabei austauschbar und könnten auch durch Christoph und Janina ersetzt werden. Die Anordnung des Satzes ist ebenfalls für den Sinn relevant. Die Umkehrung „Ingrid liebt Lutz“ ergibt einen anderen Sinn (Kompositionalitätsprinzip, auch Frege-Prinzip). Sinnvoll ist ein solcher Satz, wenn er einen Wahrheitswert hat. Der Gedanke ist die Bedingung dafür, ob eine Aussage wahr oder falsch ist. Leere Namen ohne Referenz wie Odysseus können nicht wahrheitsfähig sein.
Die Wirkung von Kontextprinzip und Kompositionalitätsprinzip wird an folgendem Beispiel anschaulich:
„Klaus sah den Mann auf dem Berg mit dem Fernrohr.“
Ohne Kenntnis des Kontextes lässt sich aus diesem Satz nicht erkennen, wer sich auf dem Berg befindet und wer im Besitz des Fernrohres ist. Es ist möglich, dass Klaus einen Mann sah, der sich auf dem Berg befand und ein Fernrohr hatte. Dabei ist es möglich, aber nicht notwendig, dass Klaus sich ebenfalls auf dem Berg befand. Es ist aber auch möglich, dass Klaus durch ein Fernrohr einen Mann auf dem Berg sah. Schließlich könnte es sein, dass Klaus sich auf dem Berg befand und mit dem Fernrohr den Mann sah. Ausgeschlossen ist hingegen die Interpretation, dass Klaus auf dem Berg war und einen Mann mit einem Fernrohr sah. Dieser Sinn ergibt sich nur durch die veränderte Satzstellung:
„Klaus sah den Mann mit dem Fernrohr auf dem Berg.“
Ansonsten bedarf auch der zweite Satz einer Kenntnis des Kontextes für sein richtiges Verständnis. Ganz anders verhält es sich mit den Varianten:
„Klaus sah mit dem Fernrohr den Mann auf dem Berg.“
„Klaus sah auf dem Berg den Mann mit dem Fernrohr.“
„Klaus sah auf dem Berg mit dem Fernrohr den Mann.“
Die Fähigkeit, die Satzkomposition zu interpretieren, das Beherrschen der Sprache, gibt den jeweiligen Aussagen ihren Sinn.
Frege unterschied bei seiner Analyse von Sätzen subjektive und objektive Wahrheitswerte. So kann die Aussage „Meike glaubt, dass Ingrid Lutz liebt“ auch dann wahr sein, wenn Ingrid Lutz nicht liebt. Maßgeblich für den Sinn einer Aussage ist der subjektive Wahrheitswert. Die objektive Wahrheit wird in jedem Aussagesatz implizit behauptet. Die Aussage „Die Kerze brennt“ ist identisch mit der Aussage, „Es ist wahr, dass die Kerze brennt“. Jeder assertorische (behauptende) Satz enthält eine Proposition (Aussagegehalt) und ein Behauptungsmoment. Ob die Kerze tatsächlich brennt, ist eine Frage von Tatsachen. Die Erkenntnis der Wahrheit ist unabhängig von der behaupteten Wahrheit. Die Auffassung, dass der Gedanke (eine Proposition) Maßstab für die Wahrheit einer Aussage ist, kann man auch mit dem Satz ausdrücken: „die Intension bestimmt die Extension.“

#### Kennzeichnung bei Bertrand Russell
Bertrand Russell, der in engem Schriftkontakt mit Frege stand, nahm zu dessen Auffassung zu Bedeutung in den beiden Aufsätzen „Über Kennzeichnung“ (On Denoting) und „Wissen durch Bekanntheit und Wissen durch Beschreibung“ (Knowledge by Acquaintance and Knowledge by Description) Stellung. Als problematisch erachtete er die weite Fassung von Freges Verständnis von Namen als sprachlicher Ausdruck zur Bezeichnung von Gegenständen. Frege fasste hierunter sowohl Eigennamen als auch auf den Gegenstand reflektierende Ausdrücke wie „der Olympiasieger über 100 m von 1960“ zusammen. Eine Frage Russells lautete, was der Sinn eines Eigennamens ist. Was ist der Sinn von „Aristoteles“? Wenn die Antwort lautet „ein Schüler Platons und der Lehrer Alexanders“, so muss man nach Russell weiterfragen: was ist der Sinn von „ein Schüler von Platon“? und gerät so bei der Bestimmung der Bedeutung eines Eigennamens in einen unendlichen Regress. Frege hätte es allerdings genügt, wenn die Bedeutung eines Ausdrucks verstanden wird. Zum Verstehen der Bedeutung eines Namens ist es nicht notwendig, alle seine Sinne (Intensionen) zu kennen.
Russell wies darauf hin, dass man die Bedeutung von Aussagen nur verstehen kann, wenn alle Elemente einer Aussage bekannt sind. Bekanntschaft beruht zunächst auf Erfahrung. Wenn man etwas sinnlich wahrgenommen hat, versteht man den Sinn seiner Bezeichnung. Beim Wissen durch Beschreibung besteht Bekanntschaft nicht mit Gegenständen, sondern mit Begriffen, die durch die Beschreibung gekennzeichnet sind. Die Bedeutung von indirektem Wissen kann man nur verstehen, wenn die Kennzeichnung der bekannten Beschreibung entspricht. Ist die Übereinstimmung gegeben, dann erkennt man eine Aussage als wahr an.
Ferner unterschied Russell zwischen Eigennamen und Kennzeichnungen. Kennzeichnungen bezeichnen einen Gegenstand durch Angabe einer (wesentlichen) Eigenschaft des Gegenstandes. Aristoteles ist der Eigenname, der mit Kennzeichnungen wie „der Schüler Platons“, der „Stagirit“ oder „der Lehrer Alexander des Großen“ verbunden ist.
Ein weiteres Problem, das Russell im Vergleich zu Frege aufwarf, war das der „negativen Existenzsätze“, beispielsweise „Pegasus existiert nicht“. Nach Frege hat Pegasus keine BedeutungFrege (Extension) und ist damit nicht wahrheitsfähig. Nach allgemeinem Verständnis ist der Satz mit der Verneinung aber wahr. Russell nahm nun an, dass Kennzeichnungen grundsätzlich keine Bedeutung (SinnFrege) haben. Er betrachtete Eigennamen als Abkürzungen für Kennzeichnungen. Damit sind Eigennamen gegen Kennzeichnungen austauschbar, ohne den Wahrheitswert einer Äußerung zu verändern („salva veritate“, d. h. wahrheitserhaltend). Man kann genauso gut sagen „Ein geflügeltes Pferd existiert nicht“.
Kennzeichnungen, die keine Referenz (Bezug) auf einen Gegenstand haben, sind nach Russell nicht sinnlos, sondern falsch. Er diskutierte das an seinem bekannten Beispiel:
„Der gegenwärtige König von Frankreich ist kahl.“
Dieser Satz hat eine Bedeutung (ist wahr), gerade dann, wenn
(1) es gibt einen König von Frankreich (Existenzbedingung)
(2) es gibt genau einen König von Frankreich (Einzigkeitsbedingung)
(3) jeder gegenwärtige König von Frankreich ist kahl (Prädikation)
Wenn einer der drei Bestandteile der Bedeutung (Existenzbedingung, Einzigkeitsbedingung oder Prädikation) falsch ist, dann ist der gesamte Satz falsch.
Eine der grundsätzlichen von Russell aufgeworfenen Fragen ist, ob Kennzeichnungen mit Eigennamen synonym sind. Russell selbst beantwortete sie positiv, hielt also die Austauschbarkeit von Kennzeichnungen als ein gültiges Kriterium für die Identität von Bedeutung.

#### Abbildtheorie bei Ludwig Wittgenstein (I)
Die von Ludwig Wittgenstein im Tractatus logico-philosophicus (TLP) vertretene Auffassung von Bedeutung ist nur unter Berücksichtigung der Arbeiten von Frege und Russell zu verstehen. Hinzu kommt die ontologische Annahme Wittgensteins, dass es eine Wirklichkeit gibt und dass Sprache eine (funktionale) Abbildung der Wirklichkeit ist. Wie Frege ging es Wittgenstein um eine sinnvolle Wissenschaftssprache. Sinnvolle Aussagen waren für Wittgenstein nur solche Sätze, in denen die Bedingungen angegeben sind, anhand derer man prüfen kann, ob der jeweilige Satz wahr oder falsch ist. Aussagen, die sich nicht auf die Wirklichkeit beziehen, kann man nicht überprüfen. Hierzu zählten für Wittgenstein auch die Sätze der Philosophie. Sie sind unsinnig. Aussagen der Logik sind tautologisch und daher sinnlos (ohne Sinn).
Nur ein Satz kann sinnvoll sein. Wörter haben keine eigenständige Bedeutung. Wörter dienen der Bezeichnung von Dingen oder Sachverhalten. Oder andersherum gesehen: „Der Name bedeutet den Gegenstand. Der Gegenstand ist seine Bedeutung.“ (TLP 3.203) Allerdings entsteht die Bedeutung nur im Satzzusammenhang: „Nur der Satz hat einen Sinn; nur im Zusammenhang des Satzes hat der Name Bedeutung.“ (TLP 3.3) Wahre Sätze haben nach der frühen Auffassung von Wittgenstein aufgrund der „Abbildungsfunktion“ die gleiche Struktur wie die dargestellten Tatsachen. Wahre Sätze sind logische Bilder der Wirklichkeit. Im Gegensatz zu Frege vertrat Wittgenstein damit eine streng nominalistische Position.

#### Rudolf Carnaps Konzept einer Idealsprache
Rudolf Carnap hat das Konzept der Idealsprache am weitesten vorangetrieben. Ausgehend von Frege und Wittgenstein vertrat er ebenfalls eine Abbildtheorie. Die Grundlage der Erfahrung sind „Elementarerlebnisse“. Anhand dieser werden die Begriffe gebildet, mit denen die wissenschaftliche Beschreibung der Welt erfolgt. Dabei hat Carnap den Begriff der Intension mit dem Konzept der logischen Äquivalenz verbunden. Die Intension von Namen bestimmte er als Individualbegriff, deren Extension als Gegenstand. Die Intension von Prädikaten, mit denen Eigenschaften bezeichnet werden, definierte er als Begriff mit der Extension der Klasse der Objekte, die unter das Prädikat fallen. Für die Intension von Sätzen führte er die Bezeichnung Proposition ein. Die propositionale Extension bestimmte er wie Frege als Wahrheitswert. Aussagen sind nur dann sinnvoll, wenn sie sich empirisch überprüfen lassen (Sinnkriterium). Sätze der Philosophie handeln nach Carnap von Scheinproblemen, wenn sie dem Sinnkriterium (wahr durch Beobachtung) nicht genügen, sich also nicht mit empirischen Gegenständen oder Tatsachen befassen.
Vor allem ging es Carnap darum, eine Wissenschaftssprache in Form eines Kalküls zu konstruieren. Dabei suchte er ein Verfahren wie man reinen Symbolen, die zunächst uninterpretiert sind, Bedeutung verleihen kann. Den sprachlichen Ausdruck, der etwas bezeichnet, nannte er Designator, die bezeichnete Entität Designatum. Carnap unterschied weiterhin zwischen der Semantik für empirische Aussagen und der Semantik für rein logische Ausdrücke, die er als L-Semantik bezeichnete. Die Unterscheidung nicht-logischer (deskriptiver) von logischen Prädikatoren erfolgt aufgrund des Kriteriums der „Analytizität“, das heißt danach, ob die Äußerungen analytisch oder synthetisch sind. Nach seiner Auffassung erreicht man eine vollständige Beschreibung der Welt, indem man für einen Zustand die jeweils möglichen Prädikate bildet und jeweils bestimmt, ob die Aussagen wahr oder falsch sind. Carnaps formaler Ansatz wurde sowohl von seinem Schüler Quine als auch von Wittgenstein mit unterschiedlichen Argumenten abgelehnt. Dennoch gelten seine Arbeiten aufgrund der analytischen Strukturierung der Fragestellung als wichtig für die Sprachphilosophie und für die Linguistik.

#### Der Einwand der Präsuppositionen von Peter F. Strawson
Peter F. Strawson löste sich von der Vorstellung der Idealsprache und prägte in seinem Aufsatz „On Referring“ (1950) den Ausdruck Präsupposition zur Kennzeichnung von in Äußerungen enthaltenen Bedeutungen, die nicht unmittelbar ausgesagt werden. Präsuppositionen sind implizite Annahmen, die in einer Aussage enthalten sind, ohne dass sie der Sprecher erwähnt. Präsuppositionen stehen für den Realitätsbezug einer Aussage in der normalen Sprache. Dies gilt im Beispiel von Russell über den glatzköpfigen gegenwärtigen König von Frankreich für die Annahme der Existenz des Königs von Frankreich. Ein Satz als solcher hat eine Bedeutung. Die Frage der Referenz und Wahrheit stellt sich nach Strawson erst, wenn der Satz als Aussage verwendet wird. Im Jahr 1830 oder 1860 wäre die Aussage wahrheitsfähig gewesen, aber nicht zum Zeitpunkt des Aufsatzes von Russell (1905), da es zu diesem Zeitpunkt keinen König von Frankreich gab. Die Bedeutung einer Aussage ist demnach abhängig von der historischen Situation, in der sie gebraucht wird. Erst dann erhält ein Satz seine Referenz. Die Wahrheit der Präsupposition gilt unabhängig von der Wahrheit der präsupponierten Aussage. Dies zeigt sich an der Negation der Aussage:
„Es ist nicht wahr, dass der gegenwärtige König von Frankreich eine Glatze hat.“
Der Satz kann bedeuten, dass es keinen gegenwärtigen König von Frankreich gibt, oder dass dieser keine Glatze hat. Wenn es keinen gegenwärtigen König von Frankreich gibt, ist der Satz nach Strawson (und Frege) nicht falsch, sondern er hat keinen Sinn. Die Wahrheit des Satzes bezieht sich auf den Gebrauchsfall, das heißt, sie wird von der Verwendung bestimmt und nicht vom Satz an sich. Formal lautet die These Strawsons: Eine Proposition P präsupponiert logisch eine Proposition Q genau dann, wenn es keine mögliche Welt w gibt, in der P wahr oder falsch ist, Q jedoch nicht wahr.

### Bedeutung und Sprachgebrauch

#### Bedeutung und Semiotik bei Charles S. Peirce
Charles S. Peirce formulierte 1878 in dem Aufsatz „Über die Klarheit unserer Gedanken“ seine erkenntnistheoretischen Überlegungen als „Pragmatische Maxime“:
„Überlege, welche Wirkungen, die denkbarerweise praktische Relevanz haben können, wir dem Gegenstand unseres Begriffs in unserer Vorstellung zuschreiben. Dann ist unser Begriff dieser Wirkungen das Ganze unseres Begriffs des Gegenstandes.“ (CP 5.402)
Die Bedeutung eines Gedankens liegt nach Peirce also darin, welche Verhaltensweise er erzeugt. Verhaltensweise ist dabei nicht als tatsächliches Verhalten, sondern als Disposition zu einer möglichen Handlung zu verstehen. Die Bedeutung einer Äußerung ist dabei für Peirce auf die Zukunft ausgerichtet, da sie dazu dient, durch Selbstkontrolle eine Überzeugung zu festigen und eine Verhaltensgewohnheit zu erzeugen.
„Für den Pragmatizisten ist es die Form, in der eine Proposition für ein menschliches Verhalten anwendbar wird, nicht unter diesen oder jenen besonderen Umständen, noch bei Verwendung dieser oder jener besonderen Konstruktion, sondern die Form, die möglichst unmittelbar auf Selbstkontrolle in jeder Situation und für jeden Zweck anwendbar ist.“ (CP 5.427)
Neben der Unterscheidung von Typ und Token arbeitete Peirce die Wichtigkeit von indexikalischen Ausdrücken für die Analyse von Bedeutung heraus: „Keine Proposition kann ohne den Gebrauch von Indizes ausgedrückt werden.“ (CP 4.544). Begriffe sind nicht fixiert, sondern können sich im Verlaufe von Erfahrungen verändern, wenn man neue praktische Wirkungen entdeckt. Peirce praktisches Beispiel war der Begriff der Elektrizität, der sich seit Benjamin Franklin bis zu seiner Zeit erheblich verändert hatte.
„Symbole wachsen. Sie entstehen durch Entwicklung aus anderen Zeichen, besonders aus Ikons oder aus gemischten Zeichen, die die Natur von Ikons und Symbolen gemeinsam haben. Wir denken nur in Zeichen. Diese mentalen Zeichen haben eine gemeinsame Natur; die symbolischen Teile von ihnen nennt man Begriffe. Wenn jemand ein neues Symbol schöpft, geschieht dies durch Gedanken, die Begriffe einbeziehen. Nur aus Symbolen können neue Symbole wachsen. ‚Omne symbolum de symbolo’ [Jedes Symbol durch ein Symbol]. Ein Symbol, einmal geschaffen, verbreitet sich unter den Leuten. Im Gebrauch und in der Erfahrung wächst seine Bedeutung. Solche Wörter wie ‚Kraft, Gesetz, Wohlstand, Hochzeit’ beinhalten für uns sehr verschiedene Bedeutungen verglichen mit denen, die durch unsere barbarischen Vorfahren geschaffen wurden.“ (CP 2.302)
Bereits Peirce wies darauf hin, dass die Bedeutung vom sozialen Kontext abhängt. Die volle Bedeutung eines Begriffes bleibt dem einzelnen Forscher aufgrund seiner Beschränkung auf das Endliche verschlossen. Erkenntnisfortschritt, und damit eine Annäherung an die Wahrheit, ist aber ein unendlicher Prozess. Peirce betrachtete die Frage der Bedeutung nicht sprachphilosophisch, sondern eingebunden in ein umfassendes Konzept der Semiotik und des Kontinuums. Für ihn war alles Denken ein Denken in Zeichen, das sich in einem kontinuierlichen Bewusstseinsstrom ständig weiterentwickelt. Die Bedeutung eines Zeichens liegt in den allgemeinen Möglichkeiten seiner Anwendung.
Seine Auffassung der Bedeutung weicht insofern von den (späteren) Bedeutungstheorien ab, als er als Maßstab nicht ein Wahrheitskriterium sucht, sondern auf Überzeugungen (beliefs) abstellt. Ihr liegt die Vorstellung zugrunde, dass der Mensch nicht an der Wahrheit an sich interessiert ist, sondern zufrieden ist, wenn er zu einer Überzeugung gelangt, die seine Zweifel an einem Urteil beseitigt. Wenn der Mensch aus Überzeugung zu einer sicheren Handlungsanleitung gelangt, macht er sich diese zu einer (Denk-)Gewohnheit (habit) und legt sie seinem Handeln solange zugrunde, bis er erneut Zweifel an der Richtigkeit seiner Überzeugung bekommt. Der gelingende Handlungsvollzug ist dann (vorläufiges) Verifikationskriterium der Überzeugung. Die Frage der objektiven Wahrheit wird davon nicht berührt. Bedeutung ist nur sinnvoll, wenn sie auf praktisches Handeln gerichtet ist.
„Die rationale Bedeutung jedes Satzes liegt in der Zukunft. Wieso? Die Bedeutung eines Satzes ist selbst ein Satz. In der Tat ist es kein anderer als der Satz selbst, von dem er die Bedeutung ist: Er ist eine Übersetzung von ihm. Aber welche der Myriaden von Formen, in die ein Satz übersetzt werden kann, ist die eine, die seine Bedeutung genannt werden muß? Für den Pragmatizisten ist es die Form, in der der Satz auf das menschliche Verhalten anwendbar wird“ (CP 5.427).

#### Sprachgebrauch und Regeln bei Ludwig Wittgenstein (II)
In seinen „Philosophischen Untersuchungen“ (PU) distanzierte sich Wittgenstein insbesondere von seiner im „Tractatus“ vertretenen Abbildtheorie. Die Gegenstände in der Welt sind dem Menschen nicht unabhängig von der Sprache gegeben. Zusätzlich ist das Sprechen von den sozialen Gegebenheiten abhängig. Der Mensch bestimmt die Regeln der Sprache. Die Regeln sind jedoch nicht fixiert. Die Sprache ist ein flexibles Instrument, das den jeweiligen Gegebenheiten angepasst wird. Der Versuch, die Bedeutung formal zu bestimmen, muss scheitern.
„Die Fragen „Was ist Länge?“, „Was ist Bedeutung?“, „Was ist die Zahl Eins?“ etc. verursacht uns einen geistigen Krampf. […] (Wir haben es mit einer der großen Quellen philosophischer Verwirrung zu tun: ein Substantiv lässt uns nach einem Ding suchen, das ihm entspricht.)“
Theoretische Konstruktionen einer Idealsprache müssen scheitern. Bedeutung kann man nicht durch Definitionen bestimmen, sondern man muss die Verwendung von Begriffen erklären:
„Die Bedeutung eines Wortes ist das, was die Erklärung der Bedeutung erklärt.“ D.h.: willst du den Gebrauch des Wortes „Bedeutung“ verstehen, so sieh nach, was man „Erklärung“ der Bedeutung nennt. (PU § 560)
Die Erklärung ist notwendig, weil sprachliche Ausdrücke keine feststehende Verwendung haben. Je nach Sprachspiel und Gegebenheiten kann die Bedeutung schwanken.
„Das Wort 'Sprachspiel' soll hier hervorheben, dass das Sprechen der Sprache ein Teil ist einer Tätigkeit, oder einer Lebensform.“ (PU § 23)
Zu den verschiedenen Sprachspielen zählte Wittgenstein Befehlen, Beschreiben, Berichten, Theater Spielen, Witze machen, Erzählen, Bitten, Danken, Fluchen, Grüßen, Beten. Mit der Vielzahl der Beispiele machte Wittgenstein darauf aufmerksam, dass Sprache überwiegend in Zusammenhängen gebraucht wird, die ihr erst ihre Bedeutung geben.
„Man kann für eine große Klasse von Fällen der Benützung des Wortes „Bedeutung“ – wenn auch nicht für alle Fälle seiner Benützung – dieses Wort so erklären: Die Bedeutung eines Wortes ist sein Gebrauch in der Sprache. […] Und die Bedeutung eines Namens erklärt man manchmal dadurch, dass man auf seine Träger zeigt.“ (PU § 43)
Mehr noch als beim „Tractatus“ haben die „Philosophischen Untersuchungen“ zu einem neuen Ansatz in der Philosophie geführt und gelten als Ausgangspunkt der Philosophie der normalen Sprache.

#### Das Konzept der Sprechakte von John L. Austin
John L. Austin kritisierte in seinen „William James Lectures“ in Harvard (1955), dass die klassische Bedeutungstheorie allein Propositionen untersuchte, die mit den Kriterien von wahr und falsch zu beurteilen sind. Er verwies darauf, dass in der Praxis die meisten Äußerungen danach bedeutungslos wären, weil sie nicht durch wahr oder falsch zu entscheiden sind. Die Ursache ist, dass bis dahin die Handlungsdimension von Sprache unberücksichtigt war. In diesem Zusammenhang entwickelt er seine Theorie der Sprechakte.
„Haben wir uns einmal klargemacht, dass wir nicht den Satz, sondern die Äußerung in einer Sprechsituation untersuchen müssen, dann können wir überhaupt nicht mehr übersehen, dass eine Handlung vollzieht, wer eine Feststellung trifft.“
Den Vollzug einer Sprachhandlung nannte Austin „performativ“ (befehlen, versprechen, beurteilen), die reine Satzbedeutung („Lokution“) hingegen einen „lokutionären Akt“; beispielsweise „Er braucht ein Skalpell“ bedeutet, dass ein Arzt für die nächste Tätigkeit bei der Operation ein Skalpell benötigt. Daneben gibt es die Bedeutung, die mit dem Zweck der Äußerung verbunden ist. Im Beispiel die Aufforderung, dem Arzt ein Skalpell zu reichen. Diese indirekte Bedeutung der Äußerung bezeichnete Austin als „Illokution“, die entsprechende Äußerung einen „illokutionären Akt“. Wenn der Satz bewirkt, dass dem Arzt ein Skalpell gereicht wird, ist der Handlungszweck erfüllt. Diesen vollziehenden Aspekt als Wirkung der Äußerung nannte Austin „perlukotionären Akt“. Ein perlukotionärer Akt ist nicht notwendig Bestandteil einer Äußerung.
Austin stellte in einer Vielzahl von Beispielen dar, dass jeweils in Sprechakten auch illokutionäre Rollen enthalten sind. So unterschied er als Äußerungen verdiktive (z. B. beurteilen), exerzitive (z. B. befehlen), kommissive (z. B. versprechen), konduktive (z. B. entschuldigen, danken) und expositive Sprechakte (z. B. behaupten). Perlukotionäre Effekte können Lachen (nach einem Witz), Angst (nach einer Drohung) oder Enttäuschung (nach der Ablehnung eines Heiratsantrages) sein. Der entscheidende Maßstab für die Bedeutung ist nicht mehr nur die Wahrheit wie beim Satz, sondern das Gelingen eines Sprechaktes. Dieses ist aber von den jeweiligen Umständen abhängig. Damit das „Ja“ bei der Hochzeit seine Bedeutung erhält, bedarf es der Braut, des Bräutigams und eines Standesamtes. Austin analysierte mögliche Fehler, die zum Misslingen eines Sprechaktes führen. Unter anderem zählt hierzu die Fähigkeit, sich in einer Sprache in zwei Dimensionen ausdrücken zu können.
„Je genauer man sich in einer Sprache ausdrücken kann, desto klarer kommt heraus, was gesagt wird – die Bedeutung der Äußerung; je expliziter in unserem Sinne man sich ausdrücken kann, desto klarer kommt die Rolle der Äußerung heraus –‚ als was sie aufzufassen ist‘“.

#### Sprechakte und Intentionen bei John Searle
John Searle entwickelte die Sprechakttheorie von John L. Austin weiter. Searle unterschied drei Aspekte eines Sprechaktes, den „Äußerungsakt“, den „propositionalen Akt“ und den „illokutionären Akt“. Alle drei sind zeitgleiche Elemente einer Sprachhandlung. Die Bedeutung eines Sprechaktes ist in seinem propositionalen Gehalt enthalten. Der propositionale Akt kann dabei je nach Situation und Kontext unterschiedliche illokutionäre Rollen einnehmen, das heißt zum Beispiel als Aufforderung, Frage oder Feststellung gemeint sein. Die Sätze „Sandra macht Hausaufgaben.“ und „Macht Sandra Hausaufgaben?“ haben für Searle den gleichen propositionalen Gehalt, aber eine abweichende Intention und damit eine unterschiedliche illokutionäre Rolle. Searle unterschied also die rein lexikalische, nach Regeln bestimmte Bedeutung der Proposition und die kontextabhängige, intentionale Bedeutung des illokutionären Aktes. Die Proposition ihrerseits setzt sich zusammen aus Referenz, Prädikation und syntaktischer Struktur. In Bezug auf die Referenz ist der Maßstab der Bedeutung das Kriterium von wahr und falsch.
Searles Bedeutungstheorie basiert auf dem Begriff der Regel sowie dem intentionalen Aspekt sprachlichen Handelns. Regeln haben die Funktion, das Gelingen eines Sprechaktes sicherzustellen. Dabei gibt es konstitutive Regeln (Konventionen), die die Grundlage von Sprache überhaupt ermöglichen. Diese kann man mit den formalen Regeln eines Spiels, beispielsweise eines Schachspiels vergleichen. Zum anderen gibt es regulative Regeln, die die Art und Weise des Sprachgebrauchs bestimmen, wie zum Beispiel Formen der Höflichkeit (Grußformeln, Bitten) oder in welchen Zusammenhängen Kraftausdrücke akzeptiert werden.
„Die Regelmäßigkeiten der Sprache sind in der gleichen Weise durch Regeln zu erklären, wie die Regelmäßigkeiten in einem Fußballspiel durch die Fußballregeln zu erklären sind; ohne den Begriff der Regeln scheint eine Erklärung solcher Regelmäßigkeiten unmöglich.“
Die eingeschlagene Taktik, defensiv zu spielen, würde den regulativen Regeln entsprechen. Des Weiteren beruht die Bedeutung von Sprechakten auf Konventionen wie dem des Versprechens, dem Einräumen von Berechtigungen oder der Übernahme von Verpflichtungen.
„Unsere Hypothese, dass eine Sprache sprechen bedeutet, in Übereinstimmung mit konstitutiven Regeln Akte zu vollziehen, ist demnach mit der Hypothese verknüpft, dass die Tatsache, dass jemand einen bestimmten Sprechakt vollzogen hat – z. B. ein Versprechen gegeben hat –, eine institutionelle Tatsache darstellt“.
Die Frage der Intentionalität betrachtete Searle ausgehend von Grice (siehe unten):
„Der Satz, dass ein Sprecher S mit X etwas meinte, ist gleichbedeutend mit dem Satz, dass S X in der Absicht äußerte, beim Zuhörer H eine bestimmte Wirkung dadurch hervorzurufen, dass dieser S’ Absicht erkennt“
Das Erkennen der Bedeutung, hier also der Absicht des Sprechers, beruht nach Searle auf der Kenntnis der Regeln und Konventionen durch den Sprecher. Ohne diese findet der Hörer keinen Zugang zu dem propositionalen Gehalt und zu der illokutionären Rolle einer Äußerung.
Weiterhin hat Searle einen Beitrag zur Theorie der Kennzeichnungen geleistet. Die Funktion der Bedeutung eines Namens ist es, einen Gegenstand zu bestimmen. Ein Gegenstand ist aber nicht nur durch eine einzelne Kennzeichnung bestimmbar. Vielmehr treffen verschiedene Kennzeichnungen auf einen Namen und damit auf einen Gegenstand zu. Searle spricht von einem Bündel von Kennzeichnungen. Dabei ist es durchaus möglich und sogar wahrscheinlich, dass ein einzelner Name seine Bedeutung von mehreren Sprechern erhält, also das Bündel der Kennzeichnungen intersubjektiv in einer Sprachgemeinschaft entsteht.

#### Sprechakte als Grundlage der Universalpragmatik von Habermas
Sprechakte sind ein wesentlicher Baustein der Theorie des kommunikativen Handelns von Jürgen Habermas. Durch Lernprozesse erwirbt der Mensch nach Habermas universelle Tiefenstrukturen der Sprache, die ihm den Gebrauch von sprachlichen Symbolen ermöglichen. Äußerungen sind die Oberflächenstrukturen, die anhand des in den Tiefenstrukturen vorhandenen Regelwerks gebildet werden. Die Tiefenstruktur ist ein vortheoretisches Wissen, in dem sich die kommunikative Kompetenz eines Sprechers verkörpert. Die Regeln sind nicht bloß Grammatik, sondern Grundlage für die Fähigkeit, Gedanken in Äußerungen umzuwandeln. Diese Kompetenz ist nicht auf das Individuum ausgerichtet, sondern eine Gattungskompetenz, die universell gültig ist. Die von Habermas „Universalpragmatik“ genannte Theorie der kommunikativen Kompetenz erklärt, wie mögliche Rede hervorgebracht wird. In der Universalpragmatik wird eine Theorie entwickelt, welchen Regeln eine Äußerung genügen muss, damit sie intersubjektiv anerkannt wird. Die Pragmatik kommt darin zum Ausdruck, dass Sprache in der Kommunikation ein Handeln durch Sprechakte ist. Grundsätzlich gilt, dass ein Sprechakt der Verständigung dient. Habermas betrachtet dies als ein Telos der Sprache. Sprache ist für ihn also an Zwecke gebunden.
Reine Sätze betreffen Erfahrungen und Sachverhalte und haben nur eine Inhaltsdimension. Sprachhandeln beinhaltet aber immer auch eine Beziehungsdimension, ein intersubjektives Verhältnis. Hieraus ergibt sich die Unterscheidung eines propositionalen und eines illokutionären Aspektes in einem Sprechakt, die Habermas in Anlehnung an Austin/Searle vornimmt. Der propositionale Aspekt ist auf den Sachverhalt gerichtet. Der illokutionäre Gehalt einer Äußerung ist immer mit einem Geltungsanspruch verbunden.
Unter dem Gesichtspunkt der Geltung unterscheidet Habermas drei universale Typen von Sprechakten, die jeweils auf einem verschiedenen „Kommunikationsmodus“ beruhen:
- Konstativa (beschreiben, berichten, erklären, voraussagen) beziehen sich auf die kognitive Ebene. Sie dienen der Darstellung eines Sachverhaltes im Orientierungssystem der äußeren Welt. Der Maßstab ihrer Geltung ist Wahrheit.
- Expressiva, auch Repräsentativa (wünschen, hoffen, eingestehen) beziehen sich auf Intentionen und Einstellungen. Sie sind Ausdruck eines Erlebens in einer subjektiven Welt. Der Maßstab ihrer Geltung ist Wahrhaftigkeit.
- Regulativa (entschuldigen, befehlen, warnen, versprechen) beziehen sich auf soziale Normen und Institutionen. Sie dienen der Herstellung eines Zustandes in der gemeinsamen Lebenswelt. Der Maßstab ihrer Geltung ist die Richtigkeit.

Als übergeordneten Geltungsanspruch, dem alle drei Typen von Sprechakten genügen müssen, nennt Habermas die Verständlichkeit. Ist eine sprachliche Äußerung nicht verständlich, kommt ein Sprechakt erst gar nicht zustande. Um eine Verständigung zu erreichen, bedarf es dann zunächst einer Klärung auf der Sprachebene und ihrer Regeln. Damit Sprechakte gelingen, muss der Sprecher weiterhin die mit dem Sprechakt verbundenen Geltungsansprüche erfüllen. Im Falle der Konstativa muss der Sprecher im Falle von Zweifeln daher in der Lage sein, eine rational nachvollziehbare Begründung zu liefern. Expressiva bedürfen der Bewährung durch glaubhafte spätere Handlungsvollzüge. Die Geltung von Regulativa ergibt sich aus einer Rechtfertigung, die sozial anerkannt wird.
„Die illokutionäre Kraft eines akzeptablen Sprechaktes besteht also darin, dass er einen Hörer dazu bewegen kann, sich auf die sprechhandlungstypischen Verpflichtungen eines Sprechers zu verlassen.“

### Bedeutung aus behavioristischer Sicht

#### Bedeutung als Reiz-Reaktions-Schema
Einen wesentlichen Beitrag zur Sprachwissenschaft aus behavioristischer Sicht leistete Charles W. Morris, ein Schüler von George Herbert Mead. Bedeutung entsteht nach Morris durch den Gebrauch von Sprachzeichen. Morris schlug in Anlehnung an Charles S. Peirce die triadische Unterteilung eines semiotischen Zeichens in „interpretant“, „denotatum“ (auch designatum) und „significatum“ (auch „sign vehicle“) vor.
„Das, was als Zeichen operiert (d. h. was die Funktion hat, etwas zu bezeichnen), nennt man Zeichenträger; die Handlung des mittelbaren Notiznehmens wird Interpretant genannt und von einem Interpreten ausgeführt; das, wovon mittelbar Notiz genommen wird, nennen wir Designat.“
„Eine Sprache verstehen heißt, nur solche Zeichenkombinationen und Zeichentransformationen verwenden, die nicht durch die Gebräuche der betreffenden sozialen Gruppe gesperrt sind, heißt, Gegenstände und Sachverhalte genauso denotieren, wie die Mitglieder dieser Gruppe es tun, heißt dieselben Erwartungen haben, die die anderen bei der Verwendung eines bestimmten Zeichenträgers haben, und den eigenen Zustand in derselben Weise ausdrücken wie die anderen – kurz eine Sprache verstehen oder sie richtig gebrauchen heißt den in der gegebenen sozialen Gemeinschaft geläufigen (syntaktischen, semantischen und pragmatischen) Gebrauchsregeln folgen.“
Zeichen allgemein lösen ein Verhalten aus, das durch die Kenntnisnahme des Bezeichneten bestimmt wird. Durch Bezug auf den Handlungsgegenstand (designat) wird die Bedeutung eines Zeichens als Bedingung zur Erfüllung des Zeichengehalts (significatum) durch Interpretation (interpretant) zu einer regelgeleiteten Verhaltensdisposition des Zeichenempfängers. Zwischen Zeichen und Verhalten besteht ein regelgeleitetes Reiz-Reaktions-Schema.
„Das Reagieren auf Dinge durch die Vermittlung von Zeichen ist […] biologisch eine neue Stufe in der Entwicklung, in deren Verlauf bei den höheren Tierarten die Entfernungssinne in der Verhaltenskontrolle den Vorrang vor den Kontaktsinnen erhielten; durch Sehen, Hören und Riechen reagieren diese Tiere schon auf weit entfernte Teile der Umgebung vermittels gewisser Objekteigenschaften, die als Zeichen von anderen Eigenschaften fungieren.“
Einen ähnlichen behavioristischen Ansatz verfolgte B.F. Skinner in seinem Werk „Verbal Behavior“, in dem er die in Experimenten an Tieren und Menschen gewonnenen Erkenntnisse der Verhaltensanalyse auf das sprachliche Verhalten anwendete. Als weiterer Vertreter des linguistischen Behaviorismus gilt Leonard Bloomfield.

#### Der Holismus von Willard Van Orman Quine
Willard Van Orman Quine kritisierte in seinem Hauptwerk Wort und Gegenstand (Word and Object, 1960) die herkömmlichen Theorien über sprachliche Bedeutung. Er lehnte seine Überlegungen zur Sprache eng an den Behaviorismus Skinners an. Dabei stützte er sich nicht auf die theoretische Sprachphilosophie, sondern vertrat eine naturalistische Erkenntnistheorie. Sprachphilosophie war für Quine nur als empirische Wissenschaft sinnvoll. Als Schüler Carnaps strebte er einen Empirismus ohne Dogmen an. Für dogmatisch hielt er die Grundannahmen des logischen Empirismus von der Möglichkeit analytischer Aussagen (Analytizität) und der Bedeutungsgleichheit von Namen und Kennzeichnungen (Synonymität). Seine grundlegende Ablehnung der Unterscheidung von analytischen und synthetischen Sätzen formulierte Quine in seinem viel zitierten Aufsatz über die „Zwei Dogmen des Empirismus“ (1951). Quine kam zu dem Schluss:
„Dass eine solche Abgrenzung überhaupt vollzogen werden sollte, ist ein unempirisches Dogma der Empiristen, ein metaphysischer Glaubensartikel.“
Stattdessen forderte Quine eine Erforschung der Realität ausschließlich aufgrund von Beobachtungen anhand der hypothetisch-deduktiven Methode. Entsprechend ist demzufolge eine Untersuchung der Sprache eine Frage der Beobachtung von Reizen und der durch diese ausgelösten Reaktionen. Seine Einwände gegen eine Theorie der Bedeutung formulierte Quine mit dem Beispiel eines Sprachforschers, der eine ihm völlig fremde indigene Sprache untersuchen möchte. Entsprechend seinem behavioristischen Ansatz entsteht Bedeutung als „Reizbedeutung“ durch Beeinflussung von Sinnesrezeptoren.
„Die Reizbedeutung eines Satzes für eine bestimmte Person fasst ihre Dispositionen zusammen, dem Satz in Reaktion auf einen gegenwärtigen Reiz entweder zuzustimmen oder ihn abzulehnen.“ (Wort und Gegenstand, 72)
Reizbedeutung entsteht durch „Gelegenheitssätze“. Wenn der Sprachforscher bei der Beobachtung der indigenen Sprache immer beim Auftreten eines Kaninchens die Äußerung „Gavagei“ wahrnimmt, so weiß er dennoch nicht, ob damit das Kaninchen selbst bezeichnet wird oder zum Beispiel eine Gottheit, an die die Einheimischen denken, wenn sie ein Kaninchen sehen. Vielleicht bezeichnet Gavagei aber auch nur bestimmte Teile eines Kaninchens. Quine Schlussfolgerung war, dass jede Übersetzung unbestimmt ist und dass eine Bezugnahme letztlich unerforschlich bleibt.
Jede Form einer strukturierten Bedeutungstheorie ist für Quine ein unzulässiger Reduktionismus. Sprache charakterisierte er als ein „Netz von Erfahrungssätzen“, die „als ein Kollektiv vor das Tribunal der sinnlichen Erfahrung treten.“ Begriffe als Bestandteile von Satzsystemen kann man nicht einfach austauschen, ohne den Sinn zu verändern. Diese auf Duhem gestützte holistische (ganzheitliche) Grundauffassung übertrug Quine auch auf die Wissenschaftstheorie (siehe Duhem-Quine-These), in der er die Möglichkeit der Verifikation einzelner Protokollsätze (Carnap) oder der Falsifizierbarkeit von Basissätzen (Popper) bestritt.

### Bedeutung und Intentionalität

#### Bedeutung und Meinen bei Paul Grice
Herbert Paul Grice untersuchte insbesondere pragmatische Aspekte der Bedeutung. Auf ihn geht die Unterscheidung von natürlicher und nicht-natürlicher Bedeutung zurück. Natürliche Bedeutung bezieht sich auf Tatsachen, nicht-natürliche Bedeutung auf Intentionen eines Sprechers. Dass ein Zeichen eine nicht-natürliche Bedeutung hat, heißt, dass damit etwas gemeint ist. Es besteht eine gedanklich gerichtete Bezugnahme auf einen Sachverhalt. Ein Zeichen erhält durch seinen Gebrauch eine Sprecherbedeutung, die sich wie folgt ergibt:
(1) Ein Sprecher S führt eine Äußerungshandlung in der Absicht aus, dass
(2) ein Hörer H daraufhin die Reaktion R zeigt,
(3) H erkennt, dass S die Reaktion R erwartet,
(4) H zeigt auf Grund dieser Erkenntnis die Reaktion R.
So ist die Bedeutung der Aussage „Dies ist ein schöner Strauß“ davon abhängig, welche Ausdrucksbedeutung das Wort Strauß hat (Blumenstrauß, Vogelstrauß, ein Kampf oder eine Person namens Strauß), welche Äußerungsbedeutung damit verbunden ist (dieser konkrete Blumenstrauß ist schön), und schließlich was der Sprecher mit der Aussage als Sprecherbedeutung meint (Im Blumenladen: dieser Strauß ist als Geschenk für einen geplanten Besuch geeignet, ich möchte ihn daher kaufen). Die Sprecherbedeutung ist auf einen Zweck bezogen. Ausdrucksbedeutung und Äußerungsbedeutung sind konventionell und hängen zugleich vom jeweiligen Kontext ab.
Die Elemente der Bedeutung einer Äußerung, die sich nicht aus der Semantik eines Satzes, sondern aus den jeweiligen Rahmenbedingungen oder aus Zwecken der Äußerung ergeben, nannte Grice Implikatur. Die Bedeutung in einer Kommunikation wird durch das Kommunikationsprinzip erreicht, nach dem jeder Beteiligte an einem Gelingen der Kommunikation interessiert ist und deshalb grundsätzlich den folgenden Konversationsmaximen (die Grice in Anlehnung an Kants Kategorien bildete) folgt beziehungsweise folgen sollte, um das Gelingen der Kommunikation zu fördern:
- Kategorie der Qualität: sage nichts Falsches oder etwas nicht hinreichend Belegbares.
- Kategorie der Quantität: sei genauso informativ, wie erforderlich, aber nicht mehr.
- Kategorie der Relation: formuliere so, dass die Äußerung relevant ist.
- Kategorie der Modalität: formuliere präzise, klar, verständlich und vermeide Mehrdeutigkeiten, Dunkelheiten, Weitschweifigkeiten und Ungeordnetheit.

Gegen die Bedeutungstheorie von Grice wurde der Einwand erhoben, dass ihr Gegenstand nicht die Frage nach der Bedeutung, sondern nach gelingender Kommunikation unter Berücksichtigung psychologischer Faktoren sei. Externalisten wie Hilary Putnam (siehe unten) kritisieren, dass Intentionen keine Bezugnahme zur äußeren Welt herstellen, sondern einen solchen Bezug bereits voraussetzen. Intentionen seien daher nicht geeignet, Bedeutung zu erklären. Insbesondere aber bleibt die Grice'sche Erklärung von Bedeutung auf die Sprecherabsichten begrenzt und bezieht den Faktor des Verstehens nicht mit ein.

#### Konvention und Intentionalität bei David Lewis
Ein wichtiger Beitrag von David Lewis bezieht sich auf das Verhältnis von Konventionen und Intentionalität. Er sieht Sprache als eine Funktion zwischen den Lautzeichen und den Bedeutungen. Sprachliche Bedeutung ist eine faktische Information über die Welt, die an einem Wahrheitswert gemessen wird. Durch ihren Gebrauch hat Sprache zugleich auch eine soziale Komponente, da sie jeweils zwischen der Meinung des Sprechers und dem Verstehen des Hörers vermittelt. Konventionen in dieser Beziehung führen zu gesetzesartigen Regelmäßigkeiten im Verhalten der am Sprachprozess Beteiligten. Kommunikation ist durch Interessen bestimmt und sprachliche Bedeutung enthält daher immer einen intentionalen Aspekt. Konventionen führen dazu, dass zwischen Sprecher und Hörer „Koordinationsspiele“ stattfinden, die oftmals durch aufeinander abgestimmte Ziele bestimmt sind. Die Teilnehmer der Kommunikation streben in der Regel ein koordinatives Gleichgewicht an. Dieses Gleichgewicht wird bei übereinstimmenden Erwartungen erreicht. Während Grice vor allem auf die Erklärung von Bedeutung durch die Reduktion auf das Meinen des Sprechers abstellte, berücksichtigt Lewis auch das Verstehen des Hörers, das er als Replikation des Gemeinten bezeichnet. Die Koordination geschieht durch gegenseitiges Einvernehmen über Regularitäten, die damit zu Konventionen innerhalb einer Gemeinschaft werden. Konventionen sind dabei pragmatisch und veränderlich.
Lewis bestimmt die Regeln für die Gültigkeit von (sprachlichen) Konventionen wie folgt:
Eine Regel R, ob für eine Handlung oder eine Überzeugung, ist in einer Gemeinschaft G eine Konvention dann und nur dann, wenn innerhalb von G die folgenden sechs Bedingungen gelten:
1. Jeder stimmt mit R überein (alle halten sich an die Regel)
2. Jeder glaubt, dass auch die anderen mit R übereinstimmen
3. Der Glaube, dass die anderen mit R übereinstimmen, ist ein guter Grund, selbst mit R übereinzustimmen.
4. Es besteht eine allgemeine Präferenz zur allgemeinen Übereinstimmung mit R
5. R ist nicht die einzige allgemeine Regel, mit der Nr. 3. und 4. erfüllt werden können
6. Die Bedingungen Nr. 1 bis 5. sind allgemein bekannt und jeder weiß, dass sie allgemein bekannt sind.
Als Beispiel kann die Konvention, im Straßenverkehr rechts zu fahren, herangezogen werden. Das Einhalten dieser Konvention ist im Interesse aller Beteiligten und ist nur sichergestellt, wenn alle o. g. Bedingungen erfüllt sind. Die alternative Handlungsmöglichkeit ist die Konvention links zu fahren. Sprache wird demnach durch den Gebrauch von Konventionen zu einem rationalen Instrument, mit dem der Mensch seine Interessen im Rahmen von Kommunikation durchsetzen kann.
Beispielsweise Donald Davidson bemängelt an dieser Bestimmung einer Konvention, dass keine Klarheit darüber geschaffen wird, warum ein bestimmtes Wort regelkonform verwendet werden soll.

### Erneuter Fokus auf Bedeutung und Wahrheit
Nachdem das Konzept der Entwicklung einer Idealsprache durch Wittgenstein und die Philosophie der Normalsprache verdrängt worden war, kehrten Donald Davidson und Michael Dummett zu den ursprünglichen Ansätzen von Frege und Carnap zurück; allerdings unter Berücksichtigung der zwischenzeitlichen Diskussion und in Bezug auf eine Normalsprache. Man findet bei beiden Freges Prinzipien der Kompositionalität und des Kontextes wieder. Ebenso lehnen beide die Intentionalität von Bedeutung prinzipiell ab. Die Bedeutung ist also uneingeschränkt öffentlich erkennbar. Trotz der gemeinsamen Basis entwickelten Davidson und Dummett jedoch sehr unterschiedliche Bedeutungstheorien.

#### Donald Davidsons Interpretationstheorie
Davidson, ein Schüler Quines, vertrat die Auffassung, dass man die Bedeutung von Äußerungen nicht anhand einzelner Begriffe festmachen kann. Er hielt es aber für möglich, eine ganzheitliche Theorie der Bedeutung für eine natürliche Sprache zu entwickeln. Wie es die Sprache mit einer endlichen Anzahl von Wörtern ermöglicht, eine unendliche Anzahl von Sätzen zu bilden, so muss nach Davidson eine Bedeutungstheorie mit einer begrenzten Anzahl von Axiomen auskommen, um die Struktur einer Sprache zu erklären.
Seine Idee hierzu war, die semantische Theorie der Wahrheit von Alfred Tarski auf die Frage der Bedeutung zu übertragen. Wenn „X“ ein Name eines beliebigen Satzes einer Objektsprache ist und „p“ dessen metasprachliche Übersetzung, so gilt nach Tarski:
Die Aussage X: „Der Schnee ist weiß“ ist wahr genau dann, wenn p wahr ist, d. h. der Schnee weiß ist.
Eine Aussage ist wahr, wenn ihr ein existierender Sachverhalt entspricht. Tarskis Definition betrifft wahre Aussagen einer formalen Sprache, nicht die Wahrheit an sich. Für natürliche Sprachen kann diese Lösung nur einen annähernden Charakter haben. Während Tarski darauf abstellte, dass mit dieser Definition der Begriff „wahr“ semantisch zu bestimmen ist, stellte Davidson die Perspektive gleichsam auf den Kopf. Die Bedeutung einer Äußerung ergibt sich daraus, dass geprüft werden kann, ob sie wahr ist. Ein Interpret kann einen Satz nur verstehen, wenn er das Wahrheitskriterium der Aussage kennt. Deshalb ersetzt Davidson „bedeutet, dass“ durch „ist wahr dann und nur dann, wenn“. Gegen den Ansatz von Davidson sind verschiedene Einwände erhoben worden. Einer davon stammt von Ian Hacking mit dem Beispiel eines nicht-interpretativen Satzes:
„Der Schnee ist weiß“ ist wahr dann und nur dann, wenn das Gras grün ist.
Die Äquivalenzaussage „dann und nur dann wenn“ gilt in der Aussagenlogik bikonditional (d. h. unter zwei Bedingungen): sie ist gültig, wenn die beiden Teile der Aussage für sich gültig bzw. beide zugleich jeweils ungültig sind. Entsprechend ist der semantische Wahrheitsbegriff für Hacking als Grundlage einer Bedeutungstheorie nicht geeignet. Davidson wendete dagegen ein, dass die Gültigkeit dann erhalten bleibt, wenn man die Bedingung einführt, dass es möglich sein muss, die entsprechenden Terme durch indexikalische Ausdrücke zu ersetzen („Der Schnee ist weiß“ ist wahr dann und genau dann, wenn „dies“ weiß ist). Mit dieser Bedingung wird die Verletzung des Sprachzusammenhangs unterbunden.
Ein anderes Problem ist das der Übersetzung. Die Übertragung des semantischen Wahrheitsbegriffs auf die Bedeutungstheorie ist nicht gewährleistet, wenn Metasprache und Objektsprache in verschiedenen natürlichen Sprachen ausgedrückt werden. So ist die Übersetzung von „meaning“ sowohl „Meinen“ als auch „Bedeutung“. Die Übersetzung ist nicht eindeutig. Auf Grund dieser Überlegung nannte Davidson seine Bedeutungstheorie später Interpretationstheorie.
Die Frage lautet nun, unter welchen Bedingungen ein Interpret eine Aussage für wahr hält. Davidson schlussfolgerte, dass ein Satz nicht nur semantisch korrekt sein, sondern auch den Tatsachen entsprechen muss, damit ein Interpret die Bedeutung versteht. Die Bedeutung einer Äußerung wird erst akzeptiert, wenn die Überzeugung entsteht, dass sie darstellt, was wirklich der Fall ist. Ähnlich wie Quine ging Davidson davon aus, dass es ein Netz von kohärenten Überzeugungen gibt. Für ein Funktionieren von Sprache postuliert Davidson darüber hinaus, dass ein Sprecher meint, was er äußert (Prinzip der wohlwollenden Interpretation/principle of charity); denn Wahrheit und Bedeutung hängen demnach gegenseitig voneinander ab. Um einen Zirkel zu vermeiden, muss man einen von beiden Begriffen als gegeben annehmen. Dies geschieht durch das „Prinzip der wohlwollenden Interpretation“. Auf dieser Basis werden Äußerungen des Sprechers so interpretiert, also in das vorhandene System von Wörtern (Namen, Prädikate, Synkategoremata) und Regeln eingeordnet, dass der Hörer die Äußerung versteht. Bei Davidson wandelt sich die Theorie der Bedeutung in eine Theorie des Verstehens und nähert sich damit erkenntnistheoretischen Fragestellungen.
Ein gravierender Einwand gegen Davidson richtet sich dann auch dagegen, dass die erkenntnistheoretische Grundauffassung, die er seiner Interpretationstheorie zugrunde legte, nicht klargelegt wurde. Unter Verwendung des Begriffs „Triangulation“ verwies Davidson hierzu auf das semantische Dreieck, in dem sich Sprecher, Hörer und Gegenstand in einer Beziehung gegenüberstehen und räumte ein, dass er implizit von einem erkenntnistheoretischen Externalismus ausgegangen sei. Die Gegenstände sind danach extern gegeben und Bedeutung ergibt sich aus einem intersubjektiven Kommunikationsprozess. Davidson vertrat somit indirekt eine realistische Position.
Davidson lehnte die Auffassung ab, dass Konventionen eine grundlegende Bedingung von Sprache sind. Eine Konvention, die die Absicht (Intention) des Wortgebrauchs in einer bestimmten Bedeutung mit dieser bestimmten Bedeutung der Wörter verknüpft, erklärt nichts, sondern hängt von dem Begriff der bestimmten Bedeutung ab (Zirkel). Ohne zu wissen, was Bedeutung bedeutet, kann man nicht über konventionelle Bedeutung reden. Den Umfang der Überschneidung von Ideolekten (dem Sprachumfang des individuellen Sprachvermögens) fasste Davidson als kontingent (nicht notwendig bestimmt) auf. Seine Theorie der Interpretation nannte er in Anlehnung an Quines „radikale Übersetzung“ eine Theorie der „radikalen Interpretation“. Dies beinhaltet, dass der Interpret nichts anderes zur Verfügung hat, als er beobachten kann. Davidson verwendete auch das Beispiel des Sprachforschers, der eine ihm völlig unbekannte Sprache untersucht. Um die Bedeutung einer Äußerung zu verstehen, bedarf es der Kenntnis des Ideolekts eines Sprechers, nicht aber des Soziolektes (des Umfangs des Sprachvermögens einer Sprachgemeinschaft). Für Davidson war durchaus denkbar, dass ein Interpret den Ideolekt nicht (vollständig) kennt, aber dennoch die Bedeutung einer Sprecheräußerung versteht. Und allein darauf kommt es aus seiner Sicht an, wenn man nach den Bedingungen der Möglichkeit von Sprache fragt. „Die Vorstellung, es gäbe eine klar umrissene gemeinsame Struktur, die sich die Sprachbenützer zu eigen machen und dann auf Einzelfälle anwenden, müssen wir aufgeben.“ Es ist vielmehr so, dass die Beteiligten aus ihrem je vorhandenen Sprachverständnis situationsbezogen eine gemeinsame Übergangstheorie entwickeln, die für eine Verständigung hinreichend ist. Nur die jeweilige Schnittmenge ist für eine erfolgreiche Kommunikation erforderlich.

#### Michael Dummetts Anti-Realismus
Michael Dummetts philosophische Grundthese lautet, dass man die Sprache nicht durch Gedanken erfassen kann, sondern dass die „Klärung“ der Sprache Voraussetzung für die „Klärung“ von Gedanken ist. Dummett trat in der Frage der richtigen Bedeutungstheorie als Kritiker Davidsons auf und entwickelte ausgehend von Frege eine anti-realistische Position. Die wesentlichen Einwände lauten:
- Die Bedeutungstheorie von Davidson gibt nur an, wie eine Äußerung zu einer Extension (d. i. ein Bezug) steht. Sie erläutert nicht, wie Bedeutung entsteht. Dummett bezeichnet eine solche Theorie als „bescheidene“ Bedeutungstheorie.
- Davidsons Bedeutungstheorie gründet auf einem realistischen Standpunkt. Nach Dummett muss eine Bedeutungstheorie jedoch auf einem antirealistischen Standpunkt beruhen. Daraus folgt, dass nicht die Wahrheit, sondern die Verifikation der Maßstab für das Verstehen von Bedeutung ist.
- Entgegen der Auffassung Davidsons, ist nicht der Ideolekt (der Umfang des Sprachvermögens eines Einzelnen), sondern der allgemeine Sprachgebrauch die primäre Voraussetzung für das Funktionieren von Sprache. Das Konzept der radikalen Interpretation ist nur ein konstruierter Grenzfall. Die Bedeutung von Interpretation entspricht nicht der des Verstehens. Interpretieren muss ein Hörer gerade dann, wenn er etwas nicht genau verstanden hat.

Ferner betont Dummett, dass die Begriffe Bedeutung und Wahrheit in einer wechselseitigen Abhängigkeit stehen und nur gemeinsam erklärt werden können. Wenn man den Gehalt einer Äußerung kennt, so weiß man noch nicht, ob eine Aussage auch wahr ist:
„Die Erde bewegt sich“ ist wahr genau dann und nur dann, wenn die Erde sich bewegt.
Damit man die vorstehende Aussage als wahr anerkennt, muss ein Teil der Aussage bei Davidson bereits als bekannt vorausgesetzt werden. Damit ist aber nach Dummett das Funktionieren von Sprache noch nicht erklärt. Erst wenn man unabhängig von der Sprache erklären kann, wie die Bedeutung von Begriffen entsteht, erhält man demzufolge eine „vollwertige“ Bedeutungstheorie. Dieses Konzept enthält vier Komponenten:
1. eine semantische Theorie der Referenz
2. eine Theorie des Sinns
3. eine Theorie der Kraft
4. eine Theorie der Färbung

Man kann diese vier Theorieelemente als Pyramide auffassen. In der semantischen Theorie wird der „Wert“ einer Äußerung bestimmt. Der „Wert“ ist das Merkmal eines Ausdrucks, aus dem sich ergibt, ob ein Satz als wahr oder falsch beurteilt wird. In der Theorie des Sinns wird festgelegt, was ein Sprecher von der Sprache wissen muss, um einer Äußerung Bedeutung zu verleihen. Die Theorien der Kraft und der Färbung bestimmen sekundäre Aspekte, die sich insbesondere daraus ergeben, dass die Bedeutung in einer natürlichen Sprache bestimmt wird. Die Theorie der Kraft bezieht sich auf den Modus des Satzes: Aussage, Beschreibung, Frage, Befehl etc. Diese Unterscheidung entspricht in etwa der Differenzierung von propositionalem Gehalt und illokutionärer Rolle bei Searle. Mit Färbung bezog sich Dummett schließlich auf die subjektive Wertung, die in einem Satz enthalten ist. Die Färbung kennzeichnet den Unterschied, ob man von einem Hund oder einem Köter spricht (Freges Beispiel). Durch die Färbung wird die Wahrheit oder Falschheit einer Äußerung nicht beeinträchtigt. Es werden vielmehr sprachliche Nuancierungen berücksichtigt wie sie z. B. zwischen gehen, wandern und schlendern bestehen.
Zu einer Theorie der Bedeutung gehört für Dummett schließlich die Pragmatik. Allein durch semantische Bestimmungen kann man Bedeutung nicht erklären. Letztendlich zeigt das Wissen um den Sprachgebrauch, wie es möglich ist, sprachliche Äußerungen zu verstehen. Daher ist eine Bedeutungstheorie Dummett zufolge eine Theorie des Verstehens.
„Und hier möchte ich eine These wiederholen, die ich an anderer Stelle aufgestellt habe: dass eine Bedeutungstheorie eine Theorie des Verstehens ist. Das heißt, was eine Bedeutungstheorie erklären muss, ist das, was jemand weiß, wenn er die entsprechende Sprache versteht, d. h. wenn er die Bedeutungen der Ausdrücke und Sätze dieser Sprache kennt.“
Das Beherrschen einer Sprache beruht dabei auf einem impliziten Wissen um die Regeln des Sprachgebrauchs (Knowing how). Die expliziten Regeln, die zur Konstruktion einer Idealsprache notwendig sind (Knowing that), sind für die natürlichen Sprachen bisher nur im Ansatz bekannt. Man kann die Tätigkeit des Schwimmens beschreiben, aber wie man schwimmt, erfährt man wirklich erst durch die Tätigkeit selbst. Sprachwissen ist aus Dummetts Sicht allerdings noch komplexer als die Kenntnis einer Tätigkeit wie Schwimmen, Fahrrad fahren oder Kochen. Das sprachliche Wissen muss sich in der praktischen Tätigkeit des Sprechens manifestieren.
„Doch wo es uns darum geht, eine praktische Fähigkeit in Begriffen propositionalen Wissens darzustellen – und vor allem wo diese praktische Fähigkeit eben die Beherrschung einer Sprache ist –, obliegt es uns, wenn unsere Darstellung Erklärungskraft haben soll, nicht nur das anzugeben, was jemand wissen muss, um diese Fähigkeit zu besitzen, sondern auch, was es für ihn bedeutet, über dieses Wissen zu verfügen, d. h. was wir als konstitutiv für eine Äußerung der Kenntnis der betreffenden Propositionen auffassen; unterlassen wir dies, so wird kein Zusammenhang hergestellt zwischen der theoretischen Darstellung und der praktischen Fähigkeit, die sie darstellen soll.“
In der Fachliteratur hat sich eingebürgert, diese Anforderung Dummetts an eine Bedeutungstheorie als „Manifestationsforderung“ zu bezeichnen. Das Wissen über Sprache muss sich vollständig manifestieren. Die Bedeutung einer Äußerung muss sich demnach in einem praktischen Vollzug demonstrieren lassen. Davidsons Bedeutungstheorie erfüllt demgegenüber nur semantische Anforderungen.
Konventionen konstituieren für Dummett eine soziale Praxis. Wenn man diese Rolle von Konventionen zurückweist, lehnt man auch ab, dass Sprache in diesem Sinne eine Praxis ist. „Wenn wir Wörter der englischen Sprache verwenden, müssen wir für ihren sozial akzeptierten Gebrauch verantwortlich zeichnen, bei Strafe einer missglückten Kommunikation.“ Ob eine Äußerung korrekt oder falsch ist, hängt vom Gebrauch der Sprachgemeinschaft ab. Nur die gemeinsame Sprache ermöglicht Intersubjektivität.

#### John McDowells Rückverweis auf Wittgenstein
John McDowell ist in der Frage nach der Bedeutung als Anhänger Wittgensteins seinerseits ein gewichtiger Kritiker der Konzepte Dummetts und Davidsons. Er wendet sich dabei insbesondere gegen die Auffassung Dummetts, dass man eine „gehaltvolle“ Bedeutungstheorie entwickeln kann und gegen den antirealistischen Wahrheitsbegriff. Für McDowell ist die Funktion der Sprache als Kommunikationsmittel ebenso sekundär wie ihre Funktion als Träger von Gedanken. McDowell vertritt die These, dass Sprache primär die Funktion hat, ein Speicher für angesammeltes Wissen über Gründe zu sein. Die Welt wird durch rationale Praktiken erschlossen. Dabei ist der Mensch schon immer in ein Umfeld des Sprachhandelns eingebunden und hat ein grundlegendes Vorverständnis davon, was eine Aussage zu einer wahren Aussage macht. Die Bedeutung einer Aussage zeigt sich, wenn der Sprecher weiß, worauf sich die Aussage bezieht, also den Referenten der Aussage (die Extension) kennt. Soweit besteht Übereinstimmung mit Dummett. Dummett vertritt insofern bis zu diesem Punkt der Argumentation die gleiche Auffassung von Bedeutung wie Davidson:
„Die Erde bewegt sich“ ist wahr genau dann und nur dann, wenn die Erde sich bewegt.
Was der Satz inhaltlich bedeutet, kann nur durch Erfahrung festgestellt werden. Man kann den Satz zudem nur verstehen, wenn man ein bereits vorhandenes Vorverständnis über das Verstehen hat, also weiß, dass man die Beziehung zwischen Referenten und Aussage in Einklang bringen muss. Im Gegensatz zu Dummett, vertritt McDowell die Auffassung, dass zur Erklärung des Inhalts von Bedeutung (der Intension) eine erkenntnistheoretische Untersuchung ergänzend notwendig ist. Seine Schlussfolgerung ist damit ähnlich wie die von Davidson.
In der Frage der Konventionen als Grundlage der Bedeutung stellt sich McDowell unter Bezug auf Wittgenstein andererseits klar gegen Davidson Bedeutung ist für McDowell bestimmt durch die gemeinsame Praxis. Ein Sprecher ist immer schon Teilnehmer an einer Sprachgemeinschaft. Nicht der mentale Zustand ist für die Bedeutung maßgeblich, sondern ob eine Äußerung in einer Praxis verstanden wird. Auch der Hörer muss ohne Interpretation in der Lage sein, eine Äußerung zu verstehen. McDowell bezieht sich hier auf Wittgenstein:
[…] „Dadurch zeigen wir nämlich, dass es eine Auffassung einer Regel gibt, die nicht eine Deutung ist, sondern sich, von Fall zu Fall der Anwendung, in dem äußert, was wir ‚der Regel folgen’, und was wir ‚ihr entgegenhandeln’ nennen. […]“ (PU § 201)
„Darum ist ‚der Regel folgen’ eine Praxis. Und der Regel zu folgen glauben ist nicht: der Regel folgen. Und darum kann man nicht der Regel ‚privatim’ folgen, weil sonst der Regel zu folgen glauben dasselbe wäre, wie der Regel folgen.“ (PU § 202)
Ohne gemeinsame Praxis hat ein Wort keine Bedeutung (siehe „Privatsprache“). Es gäbe keinen Maßstab dafür, ob eine Äußerung korrekt ist. Daraus kann man aber nach McDowell (entgegen Dummett) nicht ableiten, dass eine positive Bedeutungstheorie aufgestellt werden kann. Der Begriff der Bedeutung ist nicht reduzierbar. Jede Rekonstruktion des Begriffes setzt schon ein Verständnis von Bedeutung voraus. McDowell weist wie Wittgenstein („Ich folge der Regel blind“ (PU § 219)) den Einfluss von Intentionen auf die Bedeutung zurück. Eine Äußerung kann für die Praxis korrekt sein, auch wenn der Sprecher sich darüber irrt.
McDowell nimmt unter Bezugnahme auf Wittgenstein und Richard Rorty die Position ein, dass eine geschlossene philosophische Theorie nicht möglich ist und dass Philosophie eine therapeutische Aufgabe hat, Verwirrungen in der Fragestellung aufzuklären. Dies gilt auch für die Frage der Bedeutung.

### Externalistische Bedeutungstheorien

#### Starre Designatoren bei Saul A. Kripke
In seinem Buch „Naming and Necessity“ (Name und Notwendigkeit) entwickelte Saul Kripke abweichend zu der Theorie der Kennzeichnung von Frege und Russell eine kausale Theorie der Eigennamen. Namen sind für Kripke nicht synonym mit einer Kennzeichnung (Frege, Russell) oder einem Bündel von Kennzeichnungen (Searle), sondern starre Designatoren. Man kann sie sich als das an einen Gegenstand angebrachte Etikett vorstellen. Ein solcher Name mit einer festen Beziehung zu einem Gegenstand entsteht durch einen „Taufakt“.
„Sagen wir, es wird jemand geboren, ein Baby; seine Eltern rufen es mit einem bestimmten Namen. Sie reden mit ihren Freunden über es. Andere Leute kommen mit ihm zusammen. Durch verschiedene Arten von Rede wird der Name von Glied zu Glied verbreitet wie durch eine Kette. Ein Sprecher, der sich am entfernten Ende dieser Kette befindet, der zum Beispiel über Richard Feynman auf dem Marktplatz oder irgendwo sonst gehört hat, könnte auf Richard Feynman referieren, obwohl er sich nicht erinnern kann, durch wen er zum ersten Mal von Feynman gehört hat […]. Eine bestimmte Kommunikationskette, die letztlich bis zu dem Mann selbst zurückreicht, erreicht den Sprecher. Er referiert dann auf Feynman, obwohl er ihn nicht durch Beschreibungen, die auf ihn als einzigen zutreffen, identifizieren kann.“
Kripke kritisiert weiterhin die in der Philosophie häufig zu findende Gleichsetzung von a priori, analytisch und notwendig. A priori gilt eine Aussage, wenn sie unabhängig von jeder Erfahrung ist. Im Gegensatz zu Kants Auffassung gilt a priori nicht absolut, sondern nur für das erkennende Subjekt. Eine Aussage a priori gilt aber nicht notwendig. Kripke veranschaulicht das am Beispiel des Urmeters. Der Ausdruck „ein Meter“ bezeichnet die Länge eines bestimmten Stabes S zum Zeitpunkt t0. Dass dieses so ist, ist eine kontingente Festlegung. Andererseits weiß man die Tatsache a priori, weil sie ja durch Festlegung bestimmt wurde. Notwendigkeit hängt nicht von handelnden Personen ab. Die Aussage „Der Abendstern ist gleich dem Morgenstern“ gilt notwendig, aber nicht a priori, weil man hierzu die empirische Forschung benötigt. Als analytisch bezeichnet Kripke nun Aussagen, die sowohl a priori als auch notwendig gelten.
Diese Unterscheidung ist für Kripke wichtig, um den Begriff der Bedeutung besser analysieren zu können. Eine Eigenschaft kommt einem Gegenstand notwendig zu, wenn sie ihm in allen möglichen Welten zukommt. Kennzeichnungen sind nicht notwendig mit einem Gegenstand verbunden. „Der Verfasser der Metaphysik“ ist eine Eigenschaft von Aristoteles, die ihm nicht notwendig zukommt. Die Person Aristoteles ist historisch denkbar, auch wenn er die Schrift nicht verfasst hätte.
Bezeichnungen von Gegenständen durch Kennzeichnungen sind nicht starr. Namen sind hingegen mit dem Gegenstand fest verbunden. Aristoteles wäre die gleiche Person gewesen, auch wenn er nicht Lehrer von Alexander gewesen wäre. Die Relation eines Namens auf einen Gegenstand entsteht durch die Handlung des Benennens. Niemand, der heute lebt, war jedoch beim Taufakt für Aristoteles zugegen. Der Name wurde durch eine Kette von Benutzern des Namens überliefert. Der starre Charakter von Namen zeigt sich daran, dass Namen gelernt werden müssen und dass sie auch beibehalten werden, wenn ein Text in eine andere Sprache übersetzt wird. Starre Designatoren erfüllen immer die Bedingung der Identität, das heißt mit ihnen ist ein Gegenstand immer zu identifizieren. Die Referenz hängt nicht davon ab, welchen Sinn ein Mensch mit einem Namen verbindet, sondern von dem, was andere – die Sprachgemeinschaft – festgelegt haben. Kripke spricht von einer Kausalkette, die dadurch nicht unterbrochen wird, dass jeder bemüht ist, die Referenz auf den bezeichneten Gegenstand zu erhalten. Die Auffassung von Kripke wird daher auch „Kausaltheorie der Benennung“ (Referenz) genannt.

#### David Kaplans Untersuchung der Indexikalität
David Kaplan legte 1989 eine ausführliche Untersuchung zu indexikalischen Ausdrücken vor. Als indexikalische Designatoren bezeichnet man Wörter, deren Extension an den Kontext einer Äußerung gebunden ist, wie „ich“, „er“, „dieser“, „hier“ oder „jetzt“. Namen und Wörter wie „ich“ oder „heute“ nennt Kaplan reine Indexikale, während er Wörter wie „dieser“ oder „dort“ als Demonstrativa bezeichnet. Die Bedeutung von Demonstrativa erkennt man nicht allein aufgrund des Kontextes, sondern es bedarf eines zusätzlichen Aktes, zum Beispiel einer Zeigegeste, um die Referenz festzulegen. Eine weitere grundlegende Unterscheidung Kaplans ist die der Äußerungsebene, in der eine Äußerung rein semantisch betrachtet wird, und der Auswertungsebene, in der die Referenz durch den Kontext bestimmt ist. Die Unterscheidung entspricht in etwa dem Verhältnis von Objekt- und Metasprache. Im Beispielsatz „Ich bin jetzt hier“ ist die Referenz direkt gegeben, ohne dass man bereits die Intension kennt. Entgegen der These Freges, die auch von Dummett vertreten wird, legt in einem solchen Fall nicht der SinnFrege die BedeutungFrege fest, sondern erst nach der Bestimmung der Referenz (wer ist „ich“, wann ist „jetzt“, wo ist „hier“) ergibt sich die Bedeutung (SinnFrege). Auf der Äußerungsebene liegt die Referenz noch nicht fest, so dass es für indexikalische Ausdrücke erst der Auswertungsebene bedarf, um die Bedeutung für alle möglichen Welten als fest zu betrachten. Reine Indexikale wie „ich“ sind starre Designatoren, die allerdings für Kaplan abweichend zu Kripke zumindest auf der Gebrauchsebene eine Bedeutung haben.
Kaplan bezeichnet weiterhin den Kontext eines Ausdrucks, der ihm seine jeweilige Bedeutung verleiht als seinen Charakter. Der Charakter eines Ausdrucks wird nach Kaplan durch Konventionen und die Regeln des Sprachgebrauchs festgelegt. Charakter eines Ausdrucks und seine Intension bestimmen seine Extension. Während Wasser immer Wasser bezeichnet, egal in welchem Zusammenhang, haben die Indexikale einen variablen Charakter. Durch die Angabe seines Charakters bestimmt man die kognitive Rolle eines Wortes. Sätze wie „Ich bin jetzt hier“ erhalten nur auf der Auswertungsebene, in der der Kontext bestimmt ist, einen Wahrheitswert. Sie haben also nicht notwendig eine Bedeutung. Da sie aber in jedem Kontext wahr sind, sind sie a priori gültig.

#### Die These sprachlicher Arbeitsteilung von Hilary Putnam
Ein wichtiger Beitrag von Hilary Putnam zur Sprachphilosophie ist die These, dass „meaning just ain’t in the head“ („Bedeutungen nun mal nicht im Kopf sind“). Die Kenntnis der Bedeutung eines Ausdrucks beruht nicht (nur) auf propositionalen Einstellungen. Putnam verdeutlichte dieses mit dem „Gedankenexperiment einer Zwillingserde“. Er geht davon aus, dass ein Erdenbewohner eine Flüssigkeit sieht und diese „Wasser“ nennt, und ein Zwilling, der ihm bis ins letzte Detail gleicht, auf einem anderen Planeten ebenfalls eine Flüssigkeit sieht und sie ebenfalls „Wasser“ nennt. Wenn nun die Flüssigkeit auf dem anderen Planeten nicht H2O ist, sondern etwa XYZ, dann meinen die beiden mit „Wasser“ etwas Unterschiedliches, obwohl Wasser für beide dieselbe Funktion hat. Diese Sichtweise beinhaltet die kripkesche These starrer Designatoren, die Putnam auch auf natürliche Begriffe wie Wasser, Tiger oder Gold anwendet. Wenn der Erdling wüsste, dass die Flüssigkeit auf der Zwerde nicht H2O, sondern XYZ ist, würde er sie nicht Wasser nennen. XYZ ist eine zum Wasser der Erde unterschiedliche Extension und hätte damit eine andere Bedeutung.
Putnam vertritt des Weiteren die These der „universellen sprachlichen Arbeitsteilung“. Den Begriff Gold kennen sehr viele Mitglieder einer Sprachgemeinschaft. Nur einige davon sind jedoch in der Lage, Gold von Katzengold aufgrund von chemischen Kenntnissen zu unterscheiden.
„Jede Sprachgemeinschaft weist die eben beschriebene Art von sprachlicher Arbeitsteilung auf, das heißt, sie verwenden wenigstens einige Ausdrücke, für die gilt: Die mit diesen Ausdrücken verknüpften Kriterien kennt jeweils nur eine Teilmenge der Menge aller Sprecher, die diesen Ausdruck beherrschen, und ihre Verwendung durch andere Sprecher beruht auf einer spezifischen Kooperation zwischen diesen und den Sprechern aus den jeweiligen Teilmengen.“
Eine genaue Bestimmung der Extension eines Ausdrucks ist damit oftmals nur einem Kreis darauf spezialisierter Sprecher möglich.
Damit ist die in Anlehnung an Gottlob Frege vom logischen Empirismus (insbesondere Rudolf Carnap) aufgestellte These, dass die Intension eines Ausdrucks dessen Extension bestimmt, nach Putnam nicht zutreffend. Zugleich lehnt Putnam die von ihm selbst früher als Funktionalismus vertretene Auffassung ab, dass Bedeutung einem mentalen Zustand entspricht. Bedeutung ist für Putnam (nach seiner neueren These des internen Realismus) externalistisch zu beurteilen, das heißt auch durch materielle und soziale Umwelteinflüsse bestimmt. Die Äußerungen und auch die Gedanken eines Subjekts entstehen nicht nur aufgrund interner Vorgänge, sondern auch in Abhängigkeit von externen Gegenständen, Sachverhalten oder Ereignissen. Die Sprachgemeinschaft bestimmt die Extension, die aber auch von der Umwelt abhängig ist.
Eine weitere Komponente der Putnamschen Sprachphilosophie ist die des Stereotyps. Danach kennt der normale Sprecher die übliche Sprachverwendung eines Ausdrucks nur in einem begrenzten Umfang, der ihm aber für eine gelingende Kommunikation ausreicht. So verbindet man üblicherweise mit dem Begriff des Tigers eine große Katze mit einem gelben Fell und schwarzen Streifen, die im Dschungel lebt. Dass es die größte Katzenart ist und dass es neun Unterarten gibt, ist den meisten Menschen nicht bekannt. Die Verkürzung der Bedeutung auf ein Stereotyp gilt für eine Vielzahl von Begriffen, ob saurer Regen, Konjunktur oder Himalaja. Die individuelle Sprachkompetenz spielt in einer Sprachgemeinschaft eine untergeordnete Rolle. Allerdings gelingt es der externalistischen Erklärung von Bedeutung nicht darzulegen, in welchem Verhältnis mentale Zustände auf die Bedeutung Einfluss haben. Das Argument Jerry Fodors, eines Schülers von Putnam, lautet, dass funktional beim Wahrnehmen von H2O auf der Erde und XYZ auf der Zwerde kein Unterschied besteht.

#### Robert Stalnakers zweidimensionale Perspektive
Auch Robert Stalnaker kritisiert Putnam. Eine externalistische Erklärung von Bedeutung, nach der Bedeutungen „nicht im Kopf“ existieren, würde dazu führen, dass der Mensch seine Gedanken nicht kontrollieren kann. Außerdem wird nicht klar, wie externe Relationen kausale Wirkung auf mentale Zustände haben können. Man kann beobachten, dass eine Maus vor einer Katze flieht. Ohne Annahme eines mentalen Zusammenhangs, kann man nicht darlegen, warum die Maus flieht. Erst die Überzeugung, dass es besser ist, beim Anblick einer Katze zu fliehen, kann das Verhalten der Maus erklären.
Der Satz des Pythagoras ist danach sowohl „im Kopf“ vorhanden als auch in der Öffentlichkeit. Stalnaker entwickelte daraufhin ein Konzept, das sowohl interne als auch externe Faktoren der Bedeutung berücksichtigt. Äußerungen haben einerseits einen propositionalen Gehalt, andererseits können sie auf der Ebene der Überzeugungen bei verschiedenen Personen mit einem unterschiedlichen mentalen Zustand verbunden sein. So ist die Aussage „Du bist ein Spinner“ beim Sprecher mit einem anderen Meinen verknüpft, als beim Angesprochenen, der seinen gerade gemachten Vorschlag möglicherweise für phantasievoll hält. Ein Dritter könnte die Aussage irrtümlich auf sich beziehen und über die ungerechtfertigte Beschimpfung ärgerlich sein. Der Proposition werden auf der Auswertungsebene aufgrund unterschiedlicher Präsuppositionen verschiedene Bedeutungen zugeordnet. Man kann hier von einem Set des Kontextes sprechen, der in unterschiedlichen möglichen Welten unterschiedliche Intensionen zur Folge hat.
Es ergibt sich eine zweidimensionale Semantik, in der sowohl den Propositionen als auch den Intentionen ein Wahrheitswert zugeordnet werden muss. Die Theorie der Bedeutung wird hier übergeleitet in eine Beschreibung von Überzeugungen und Denkvorgängen und damit Gegenstand der Philosophie des Geistes.

### Robert Brandoms inferentielle Semantik
Robert Brandom sieht sich innerhalb der sprachphilosophischen Tradition eher auf der Seite der Pragmatiker, d. h. auf der Seite derjenigen Theoretiker, die die soziale Praxis als Ausgangspunkt ihrer Analyse betrachten, nicht die formale Struktur von Sprachen (Grammatik, Syntax). Er sieht Sprache als primäre Ausdrucksform menschlichen Geistes an. Sie hat Vorrang vor der Idee geistiger Zustände oder der Orientierung an Zwecken. Die Bedeutung eines Ausdrucks ergibt sich aus den (logischen) Beziehungen, die er zu anderen sprachlichen Äußerungen hat. Sprache ist eine soziale Aktivität aus Begründen und Rechtfertigen. Dies erfolgt in Sprechakten, also Handlungen. Die sprachliche Grundhandlung bzw. der elementare Sprechakt ist die Behauptung. Jede Behauptungshandlung enthält folgende normative Grundannahmen:
(a) eine Festlegung (commitment): Als Konsequenz einer Äußerung muss man bestimmte andere Äußerungen akzeptieren. Mit der Feststellung, dass Essen westlich von Berlin liegt, akzeptiert man die Aussage, dass Berlin östlich von Essen liegt (prinzipiell deduktiver Zusammenhang).
(b) eine Berechtigung (entitlement): Mit einer Äußerung berechtigt man jemanden anderen, in bestimmter Weise darauf zu reagieren. Aus der Aussage: „Dieses Möbel ist ein Tisch“ folgt, dass es auch andere Möbelarten gibt (prinzipiell induktiver Zusammenhang).
(c) einen Berechtigungsausschluss (precluded entitlement): Aufgrund einer Äußerung darf eine Person auf bestimmte Weise nicht mehr reagieren. „Diese Rose ist rot“ schließt aus, dass die Rose gelb ist (Ausschlussbeziehung).
Die Bedeutung einer Äußerung hat Brandom zufolge immer einen normativen Aspekt, ihre Gültigkeit bedarf der Begründung. Die diskursive Praxis ist ein Spiel von Geben und Nehmen von Gründen. Für Brandom sind einzelne Äußerungen ohne Bedeutung. Ihre Bedeutung erschließt sich erst in der Beziehung zu weiteren Äußerungen.
„Begriffe sind wesentlich inferentiell gegliedert. Sie in der Praxis zu begreifen, heißt sich bei Richtigkeiten der Inferenzen und Inkompatibilität auszukennen, in die sie eingebunden sind. Eine Klassifikation verdient begrifflich genannt zu werden aufgrund ihrer inferentiellen Rolle.“
Die laufenden inferentiellen Ergebnisse von Sprechakten werden von jedem Teilnehmer einer Sprechsituation wie von einem „deontischen Kontoführer“ festgehalten. Mit dieser für seine Theorie zentralen Metapher des „Kontoführens“ meint Brandom, dass jeder Teilnehmer eines Gesprächs sich fortlaufend merkt, worauf er selbst und alle anderen Teilnehmer sich durch ihre laufenden Behauptungen festlegen, und worauf sie per Zuschreibung andere Teilnehmer festzulegen bzw. zu berechtigen versuchen. Jeder Teilnehmer führt sein eigenes „Konto“, gleicht dies aber im laufenden Gespräch mit jenen der anderen Teilnehmer ab. Dadurch ist es möglich, Differenzen zu beseitigen oder explizit aufrechtzuerhalten.
Zur Darstellung dieser Beziehungen bedarf es einer inferentiellen (schlussfolgernden) Semantik. Geltung und Wahrheit von Äußerungen sind laut Brandom nur sekundär abhängig von Verweisen auf die außersprachliche Wirklichkeit (Repräsentationen). Primär ergeben sie sich aus einem innersprachlichen Netzwerk von behauptenden Bezügen auf vorangehende Behauptungen, durch die ein zeitlich erstreckter, konsistenter Bedeutungszusammenhang entsteht. Diese innersprachliche Bezugnahme erfolgt methodisch in den zwei Grundformen der Anapher und der Substitution. Beide Möglichkeiten sind grundlegend für die sprachliche Expressivität. Insbesondere die Erzeugung neuer semantischer Gehalte ist ohne diese beiden Anschlussformen an bereits gegebene Behauptungen nicht möglich. Die Substitution, d. h. die Ersetzung vorangehender Ausdrücke durch andere Ausdrücke (z. B. „der Mensch dort“ durch „die Person da hinten“), ermöglicht im Aneinanderreihen von Sprechakten eine ständige Weiterentwicklung des Gehalts dessen, worüber gesprochen wird, weil jede Ersetzung auch eine Variation (z. B. eine Erweiterung oder Änderung) des Gehalts ins Spiel bringt. Die Anapher, insbesondere sogenannte anaphorische Ketten ermöglichen es den Teilnehmern sprachlicher Interaktion dagegen, nicht nur sehr weitläufige Bedeutungszusammenhänge zu konstruieren, sondern insbesondere über sogenannte indexikalische Ausdrücke (Personalpronomina wie „ich“, „wir alle“ etc. und sprecherabhängige Orts- und Zeithinweise wie „hier“, „jetzt“, „dort links“, „kürzlich“) jene Bedeutungsdifferenz zwischen verschiedenen Sprechern zu erhalten, die grundlegend für das Verständnis sprecherrelativer Bedeutung ist.
Um Äußerungen eine Bedeutung zu verleihen, werden weniger Regeln befolgt, vielmehr verwendet man sprachlich situatives Wissens über bereits vorhandene Äußerungen.
„Über die inferentielle Rolle eines Gehalts weiß man gar nichts, ohne wenigstens etwas über andere Gehalte zu wissen, die aus ihm gefolgert werden können oder aus denen er gefolgert werden kann.“

### Postmoderne und Dekonstruktion
Ausgehend vom Strukturalismus entstand seit den 1960er Jahren in Frankreich eine Bewegung, die sich gegen die Formalisierungen und Schematisierungen der Sprachanalyse wandte. Dabei rückte oftmals unter Bezug auf Martin Heidegger das Verhältnis von Sein und Sprache in den Blickpunkt. Die dabei entwickelten Konzepte werden unter den Begriffen Poststrukturalismus, Postmoderne und Dekonstruktion diskutiert. Bei einer gleichzeitig starken Rezeption in den Literaturwissenschaften, der Architektur oder der Kunst haben diese Ansätze auch wesentliche Impulse für die Sprachphilosophie gegeben und den Begriff der Bedeutung kritisch hinterfragt.

#### Postmodernes Denken bei Lyotard
Jean-François Lyotard betonte, dass Sprache als Zeichen sich nur auf andere Zeichen bezieht. Die nichtsprachliche Wirklichkeit als Singularität wird durch Sprache als Zeichen nur unvollkommen repräsentiert. Die Zeichen der Sprache bilden selbst die Grenze des Ausdrückbaren. Was jenseits der Grenze liegt, bleibt entfernt und vage. Wichtig im Diskurs ist nicht nur das Ausgesagte, sondern auch das nicht Ausgedrückte, das durch Schweigen oder Lücken in der Sprachfähigkeit entsteht. Treffen zwei Auffassungen aufeinander, entsteht ein Widerstreit wie vor Gericht. Kläger und Beklagter stellen je ihre Sicht der Dinge auf eine Weise dar, in der die Perspektive des Anderen nicht zum Ausdruck kommt. Anders als vor Gericht, wo eine immer limitierte Entscheidung getroffen wird, ist die Meinungsverschiedenheit (Le différand) nicht lösbar. Das Ganze ist nicht aus der Sicht des Einen darstellbar. Der Einzelne bewegt sich in einer Vielzahl von Kontexten und nicht auflösbaren Konflikten.
Lyotard zitiert Wittgenstein: „unsere sprache kann man ansehen als eine alte stadt: ein gewinkel von gässchen und plätzen, alten und neuen häusern mit zubauten aus verschiedenen zeiten; und dies umgeben von einer neuen menge neuer vororte mit geraden und regelmäßigen straßen und einförmigen häusern.“
Das angemessene Konzept des Umgangs mit Sprache ist für Lyotard Wittgensteins Auffassung der Sprachspiele. Nicht mehr die großen Erzählungen des Christentums, der Aufklärung oder des Fortschritts der Wissenschaften, aber auch nicht der Marxismus sind in der Postmoderne maßgeblich, sondern – auch begünstigt durch die modernen Medien – das narrative, dezentrale Wissen. Im Unterschied zu Wittgenstein bildete Lyotard Klassen von Sprachspielen und unterschied in Anlehnung an Searle denotative und performative Sprachspiele. Darüber hinaus wies er darauf hin, dass Sprachspiele in verschiedenen Institutionen verschiedene Bedeutung haben:
„Hat das experimentelle Spiel der Sprache (Poesie) seinen Platz an der Universität? Kann man im Ministerrat Geschichten erzählen? In einer Kaserne Ansprüche stellen?“

#### Derridas Konzept der Dekonstruktion
Für Jacques Derrida gibt es keine feste Einheit von Wort und Sinn. Bedeutung ist unhintergehbar sprachgebunden. Sie entsteht aber nicht durch Identität von Signifikat und Signifikant wie in den Repräsentationstheorien oder durch eine stabile Differenz zweier Zeichen wie im Strukturalismus. Jeder Signifikant ist für Derrida ein Nachfolger eines anderen Signifikanten in einem niemals abgeschlossenen Zeichenprozess. Daher kann man die Bedeutung eines Textes nicht vollständig fixieren. Ein Text kann immer noch erweitert werden. Er ist daher immer ein abgebrochener Vorgang und deshalb immer vage. Es gibt keine statische Systemhaftigkeit der Sprache. Bedeutung und Wahrheit erscheinen daher niemals endgültig.
Um dieser Einsicht Rechnung zu tragen, entwickelte Derrida das Konzept der Dekonstruktion (eine Wortkombination aus Konstruktion und Destruktion), mit dem er vor allem philosophische Texte (unter anderem Platon, Rousseau, Kant, Hegel, Nietzsche, Peirce, Husserl, Heidegger, Austin, Levinas) nach Bedeutungen untersuchte, die sich im normalen Wege nicht erschließen. Er wollte insbesondere zeigen, dass Texte phänomenologisch und hermeneutisch nicht vollständig erfassbar sind. Ziel ist es, auch Schichten bloßzulegen, die dem Autor eines Textes nicht bewusst waren. Es sollen Voraussetzungen und Implikationen erkennbar gemacht werden, die in einer konformen Interpretation ausgeblendet sind. Wie Heidegger wollte Derrida die Vorstellung vom „Sein als Anwesenheit“ in Frage stellen. Sein Projekt war eine Kritik der „Metaphysik der Präsenz“.
In der „Grammatologie“ kehrte Derrida die übliche Sichtweise auf das Verhältnis von Schrift und Sprache um und erklärte die Schrift zum führenden Paradigma. „Wir werden zu zeigen versuchen, dass es kein sprachliches Zeichen gibt, das der Schrift vorherginge.“ Bedeutung konstituiert sich losgelöst von der gesprochenen Sprache und damit unabhängig vom Logos und vom Subjekt. Zwischen Sprache und Schrift besteht eine nicht überschreitbare Differenz, die der Schrift eine genauso primäre Funktion gibt wie der Rede. Der Laut (das Phonem) und das Schriftzeichen (das Graphem) stehen nebeneinander. Gestaltbildend für die Schrift sind:
- Abwesenheit: Beim Schreiben ist der Empfänger des Textes nicht zugegen wie üblicherweise beim Lesen der Autor nicht anwesend ist. Beim Lesen gehen Kontext, Erfahrung und Intention des Autors möglicherweise vollständig verloren. Die Zeichen der Schrift verselbständigen sich: „Es gehört zum Zeichen, schlechterdings lesbar zu sein, selbst wenn der Augenblick seiner Produktion unwiederbringlich verloren ist.“
- Iterabilität: Schrift als Code muss wiederholbar sein, sonst ist es keine Schrift. Jede Wiederholung beinhaltet aber auch eine Andersheit, eine Iteration. Der Text als solcher ist wie ein Type, wohingegen die konkrete Lesesituation mit einem Token vergleichbar ist.
- Kontextwechsel: Durch die Dauerhaftigkeit der Schriftzeichen geraten sie in immer neue Kontexte, so dass sie einem fortlaufenden Bedeutungswandel unterliegen.
- Verräumlichung: Die räumliche und zeitliche Distanz zwischen Schreiber und Empfänger führt zu einer „Differänz“ (differance), einer Verschiebung in der Bedeutung, die eine Abweichung zu der Intention des Autors beinhaltet.

Die Instrumente, die Derrida – ohne systematischen Aufbau – zur Dekonstruktion verwendete, sind Begriffe wie „Différance“ (statt: différence) als Verschiebung und Kennzeichnung von Andersartigkeit, „Spur“ als Hinweis auf die Unauflöslichkeit von (unendlichen) zeitlichen Bezügen, die Anzeige des Abwesenden im Anwesenden, „Dissemination“ als Kraft zur Zersetzung der Opposition dichotomischer Begriffspaare (Körper/Geist, Subjekt/Objekt, Natur/Kultur, Sprache/Schrift, Wesen/Erscheinung) oder „Supplement“ als das Verhältnis der Überordnung zweier Begriffe, wie beispielsweise die Schrift seit Platon (siehe: Phaidros) als aus der Rede abgeleitet gilt. Diese Instrumente dienen dazu, den europäischen „Phonozentrismus“, der einen „logoszentrierten“ Begriff der Vernunft erzeugt, zu destruieren. Denn die Bedeutung eines Textes ist unabschließbar bis hin zur Zersetzung im Laufe der Zeit. Ein Metastandpunkt, der selbst immer sprachlich ist, ist immer zirkulär. Jede Wiederholung im Lesen hat einen anderen Kontext und erzeugt so immerwährend eine neue Bedeutung.